# Campeonato Brasileiro de Futebol de 2020 - Série D
A Série D do Campeonato Brasileiro de Futebol de 2020 foi a 12.ª edição da competição de futebol profissional equivalente à quarta divisão no Brasil. Esta edição foi disputada por 68 equipes, que se classificaram através dos campeonatos estaduais e por outros torneios realizados por cada uma das federações estaduais. Inicialmente estava prevista para começar em 3 de maio e terminar em 22 de novembro, mas devido à pandemia de COVID-19 precisou ser adiada, com novo início para 6 de setembro e término em 6 de fevereiro de 2021. Também por conta da pandemia, todos os jogos do campeonato foram realizados com portões fechados ao público.
O Mirassol conquistou o primeiro título nacional de sua história ao vencer ambos os jogos da final contra o Floresta, 1–0 tanto em Fortaleza quanto no interior de São Paulo. Além dos finalistas, Novorizontino e Altos também conquistaram o acesso à Série C de 2021.

## Critérios de classificação
Com o mesmo critério de classificação desde que a competição passou a contar com 68 equipes, as vagas foram distribuídas da seguinte forma:
- Os quatro rebaixados da Série C do ano anterior;
- O estado 1º colocado no Ranking Nacional das Federações teve direito a 4 vagas;
- Do 2º ao 9º colocado no Ranking Nacional das Federações tiveram direito a 3 vagas;
- Do 10º ao 19º colocado no Ranking Nacional das Federações tiveram direito a 2 vagas;
- Do 20º ao 27º colocado  no Ranking Nacional das Federações terão direito a uma vaga na fase de grupos para o campeão estadual e uma vaga na Fase Preliminar para o vice campeão estadual ou para o vencedor da copa estadual;

Os indicados das federações estaduais são selecionados através do desempenho nos Campeonatos Estaduais ou outros torneios realizados por cada federação estadual.
Em caso de desistência, a vaga é ocupada pelo clube da mesma federação melhor classificado, ou então, pelo clube apontado pela federação estadual. Se o estado não indicar nenhum representante, a vaga é repassada ao melhor estado seguinte posicionado no Ranking Nacional das Federações, que indica uma equipe a ocupar o mesmo grupo da equipe original. Caso a vaga ainda fique em aberto, é transferida ao segundo estado seguinte e melhor colocado no ranking, e assim sucessivamente. O limite de usufruto de vaga repassada é de uma por federação.
As equipes que disputam a Série D geralmente são definidas pelo seu posicionamento na tabela de classificação de seus respectivos campeonatos estaduais. Quando nos estaduais existe algum participante que já disputa alguma divisão superior do Campeonato Brasileiro (Séries A, B ou C), a classificação para a Série D se dá a seguinte equipe melhor posicionada na tabela de classificação. Em alguns estados, os campeonatos locais servem apenas como classificação para a Copa do Brasil da temporada subsequente. A federação destes estados prefere realizar algum torneio paralelo ao estadual propriamente dito, para definir seu(s) representante(s) na Série D do Campeonato Brasileiro. Desde a edição de 2016, por conta de ajustes no regulamento feitos pela CBF, os campeonatos e seletivas estaduais de um ano classificam seus times para as competições nacionais do ano seguinte.

## Formato de disputa
Para ampliar a competição no calendário, a Confederação Brasileira de Futebol anunciou mudanças na fórmula de disputa. Foi iniciada com uma fase preliminar eliminatória com oito clubes, envolvendo os segundos representantes das oito entidades estaduais com o pior posicionamento no Ranking Nacional das Federações. As quatro equipes vencedoras avançam para a fase de grupos, totalizando 64 times (e não 68 como nos últimos anos). Eles foram divididos em oito chaves, com oito times em cada, com jogos de ida e volta dentro dos grupos. Os quatro melhores de cada grupo se classificam para a segunda fase, totalizando 32 equipes. Estes se enfrentam em confrontos eliminatórios até a definição do campeão e do acesso à Série C de 2021: segunda fase, oitavas, quartas, semifinais e final.

## Participantes
| Equipe                 | Cidade                 | Estado | Como se classificou                 | Estádio (mando)            | Capacidade | Títulos        |
| ---------------------- | ---------------------- | ------ | ----------------------------------- | -------------------------- | ---------- | -------------- |
| ABC                    | Natal                  | RN     | 17º colocado da Série C de 2019     | Frasqueirão                | 18 000     | 0 (não possui) |
| Afogados               | Afogados da Ingazeira  | PE     | Melhor colocado do Estadual 2019    | Vianão                     | 7 000      | 0 (não possui) |
| Águia Negra            | Rio Brilhante          | MS     | Campeão do Estadual 2019            | Ninho D'Águia              | 8 000      | 0 (não possui) |
| Altos                  | Altos                  | PI     | Vice-campeão do Estadual 2019       | Felipão                    | 4 000      | 0 (não possui) |
| América de Natal       | Natal                  | RN     | Campeão do Estadual 2019            | Arena das Dunas            | 32 050     | 0 (não possui) |
| Aparecidense           | Aparecida de Goiânia   | GO     | 4º melhor colocado do Estadual 2019 | Annibal Batista de Toledo  | 5 000      | 0 (não possui) |
| Aquidauanense          | Aquidauana             | MS     | Vice-campeão do Estadual 2019       | Noroeste                   | 5 000      | 0 (não possui) |
| Atlético Acreano       | Rio Branco             | AC     | 20º colocado da Série C de 2019     | Arena Acreana              | 20 000     | 0 (não possui) |
| Atlético Cajazeirense  | Cajazeiras             | PB     | 2º melhor colocado do Estadual 2019 | Perpetão                   | 15 000     | 0 (não possui) |
| Atlético de Alagoinhas | Alagoinhas             | BA     | 2º melhor colocado do Estadual 2019 | Carneirão                  | 16 000     | 0 (não possui) |
| Bahia de Feira         | Feira de Santana       | BA     | Vice-campeão do Estadual 2019       | Arena Cajueiro             | 4 000      | 0 (não possui) |
| Bangu                  | Rio de Janeiro         | RJ     | Melhor colocado do Estadual 2019    | Moça Bonita                | 9 500      | 0 (não possui) |
| Baré                   | Boa Vista              | RR     | Vice-campeão do Estadual 2019       | Flamarion Vasconcelos      | 4 556      | 0 (não possui) |
| Bragantino-PA          | Bragança               | PA     | 2º melhor colocado do Estadual 2019 | Diogão                     | 10 000     | 0 (não possui) |
| Brasiliense            | Taguatinga             | DF     | Vice-campeão do Metropolitano 2019  | Boca do Jacaré             | 27 000     | 0 (não possui) |
| Cabofriense            | Cabo Frio              | RJ     | 2º melhor colocado do Estadual 2019 | Correão                    | 4 200      | 0 (não possui) |
| Caldense               | Poços de Caldas        | MG     | Melhor colocado do Estadual 2019    | Ronaldão                   | 7 600      | 0 (não possui) |
| Campinense             | Campina Grande         | PB     | Vice-campeão do Estadual 2019       | Amigão                     | 19 000     | 0 (não possui) |
| Caxias                 | Caxias do Sul          | RS     | Melhor colocado do Estadual 2019    | Centenário                 | 22 132     | 0 (não possui) |
| Central                | Caruaru                | PE     | 3º melhor colocado do Estadual 2019 | Luiz José de Lacerda       | 20 000     | 0 (não possui) |
| Operário VG            | Várzea Grande          | MT     | Vice-campeão do Estadual 2019       | Dito Souza                 | 5 000      | 0 (não possui) |
| Coruripe               | Coruripe               | AL     | Melhor colocado do Estadual 2019    | Gerson Amaral              | 7 000      | 0 (não possui) |
| Fast Clube             | Manaus                 | AM     | Vice-campeão do Estadual 2019       | Colina                     | 10 000     | 0 (não possui) |
| FC Cascavel            | Cascavel               | PR     | 2º melhor colocado do Estadual 2019 | Olímpico Regional          | 25 000     | 0 (não possui) |
| Ferroviária            | Araraquara             | SP     | 3ª melhor colocada do Estadual 2019 | Fonte Luminosa             | 20 000     | 0 (não possui) |
| Floresta               | Fortaleza              | CE     | Melhor colocado do Estadual 2019    | Domingão                   | 10 500     | 0 (não possui) |
| Freipaulistano         | Frei Paulo             | SE     | Campeão do Estadual 2019            | Titão                      | 4 000      | 0 (não possui) |
| Galvez                 | Rio Branco             | AC     | Vice-campeão do Estadual 2019       | Arena Acreana              | 20 000     | 0 (não possui) |
| Gama                   | Gama                   | DF     | Campeão do Metropolitano 2019       | Bezerrão                   | 20 310     | 0 (não possui) |
| Globo                  | Ceará-Mirim            | RN     | 18º colocado da Série C de 2019     | Barretão                   | 10 000     | 0 (não possui) |
| Goianésia              | Goianésia              | GO     | 3º melhor colocado do Estadual 2019 | Valdeir José de Oliveira   | 6 000      | 0 (não possui) |
| Goiânia                | Goiânia                | GO     | Melhor colocado do Estadual 2019    | Olímpico                   | 13 500     | 0 (não possui) |
| Guarany de Sobral      | Sobral                 | CE     | 2º melhor colocado do Estadual 2019 | Junco                      | 10 000     | 1 (2010)       |
| Independente-PA        | Tucuruí                | PA     | Vice-campeão do Estadual 2019       | Navegantão                 | 8 200      | 0 (não possui) |
| Itabaiana              | Itabaiana              | SE     | Vice-campeão do Estadual 2019       | Etelvino Mendonça          | 10 000     | 0 (não possui) |
| Jacyobá                | Pão de Açúcar          | AL     | 2º melhor colocado do Estadual 2019 | Fumeirão                   | 12 000     | 0 (não possui) |
| Ji-Paraná              | Ji-Paraná              | RO     | Vice-campeão do Estadual 2019       | Biancão                    | 5 000      | 0 (não possui) |
| Joinville              | Joinville              | SC     | 2° melhor colocado do Estadual 2019 | Arena Joinville            | 17 545     | 0 (não possui) |
| Juventude Samas        | São Mateus do Maranhão | MA     | Campeão da Copa FMF 2019            | Pinheirão                  | 500        | 0 (não possui) |
| Marcílio Dias          | Itajaí                 | SC     | Melhor colocado do Estadual 2019    | Hercílio Luz               | 6 010      | 0 (não possui) |
| Mirassol               | Mirassol               | SP     | 4º melhor colocado do Estadual 2019 | Campos Maia                | 15 000     | 0 (não possui) |
| Moto Club              | São Luís               | MA     | Vice-campeão do Estadual 2019       | Nhozinho Santos            | 12 891     | 0 (não possui) |
| Nacional-AM            | Manaus                 | AM     | 2° melhor colocado do Estadual 2019 | Arena da Amazônia          | 44 000     | 0 (não possui) |
| Nacional-PR            | Rolândia               | PR     | Campeão da Taça FPF 2019            | Erich George               | 2 050      | 0 (não possui) |
| Novorizontino          | Novo Horizonte         | SP     | 2º melhor colocado do Estadual 2019 | Jorge Ismael de Biasi      | 16 000     | 0 (não possui) |
| Palmas                 | Palmas                 | TO     | Campeão do Estadual 2019            | Nilton Santos              | 12 000     | 0 (não possui) |
| Pelotas                | Pelotas                | RS     | Campeão da Copa FGF 2019            | Boca do Lobo               | 23 000     | 0 (não possui) |
| Portuguesa-RJ          | Rio de Janeiro         | RJ     | Vice-campeã da Copa Rio de 2019     | Luso-Brasileiro            | 22 000     | 0 (não possui) |
| Potiguar de Mossoró    | Mossoró                | RN     | 2º melhor colocado do Estadual 2019 | Nogueirão                  | 5 000      | 0 (não possui) |
| Real Noroeste          | Águia Branca           | ES     | Campeão da Copa Espírito Santo 2019 | José Olímpio da Rocha      | 3 200      | 0 (não possui) |
| Rio Branco-AC          | Rio Branco             | AC     | 2º melhor colocado do Estadual 2019 | Arena Acreana              | 20 000     | 0 (não possui) |
| River-PI               | Teresina               | PI     | Campeão do Estadual 2019            | Albertão                   | 52 216     | 0 (não possui) |
| Salgueiro              | Salgueiro              | PE     | 2° melhor colocado do Estadual 2019 | Cornélio de Barros         | 12 070     | 0 (não possui) |
| Santos-AP              | Macapá                 | AP     | Campeão do Estadual 2019            | Zerão                      | 10 000     | 0 (não possui) |
| São Caetano            | São Caetano do Sul     | SP     | Campeão da Copa Paulista 2019       | Anacleto Campanella        | 14 400     | 0 (não possui) |
| São Luiz               | Ijuí                   | RS     | 2º melhor colocado do Estadual 2019 | 19 de Outubro              | 6 000      | 0 (não possui) |
| São Raimundo-RR        | Boa Vista              | RR     | Campeão do Estadual 2019            | Flamarion Vasconcelos      | 4 556      | 0 (não possui) |
| Sinop                  | Sinop                  | MT     | 3º melhor colocado do Estadual 2019 | Gigante do Norte           | 13 000     | 0 (não possui) |
| Tocantinópolis         | Tocantinópolis         | TO     | Vice-campeão do Estadual 2019       | Ribeirão                   | 10 000     | 0 (não possui) |
| Toledo                 | Toledo                 | PR     | Vice-campeão do Estadual 2019       | 14 de Dezembro             | 15 280     | 0 (não possui) |
| Tubarão                | Tubarão                | SC     | 3º melhor colocado do Estadual 2019 | Domingos Silveira Gonzales | 5 000      | 0 (não possui) |
| Tupynambás             | Juiz de Fora           | MG     | 2º melhor colocado do Estadual 2019 | Helenão                    | 31 863     | 0 (não possui) |
| União Rondonópolis     | Rondonópolis           | MT     | 2º melhor colocado do Estadual 2019 | Luthero Lopes              | 19 000     | 0 (não possui) |
| Vilhenense             | Vilhena                | RO     | Campeão do Estadual 2019            | Portal da Amazônia         | 7 000      | 0 (não possui) |
| Villa Nova             | Nova Lima              | MG     | 3º melhor colocado do Estadual 2019 | Castor Cifuentes           | 5 160      | 0 (não possui) |
| Vitória da Conquista   | Vitória da Conquista   | BA     | 3º melhor colocado do Estadual 2019 | Lomanto Júnior             | 12 500     | 0 (não possui) |
| Vitória-ES             | Vitória                | ES     | Campeão do Estadual 2019            | Salvador Costa             | 3 000      | 0 (não possui) |
| Ypiranga-AP            | Macapá                 | AP     | Vice-campeão do Estadual 2019       | Zerão                      | 13 680     | 0 (não possui) |

## Estádios

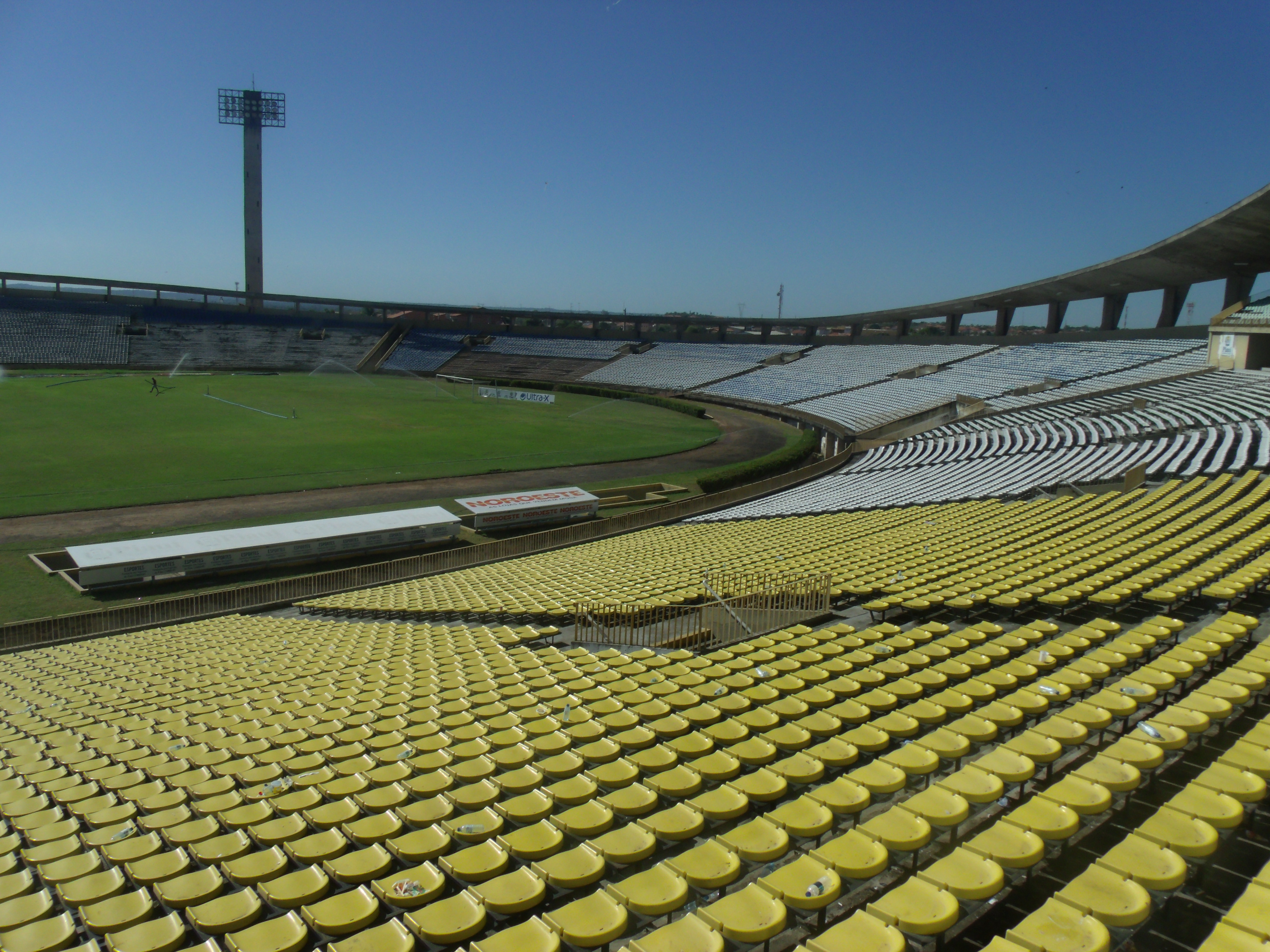
Albertão
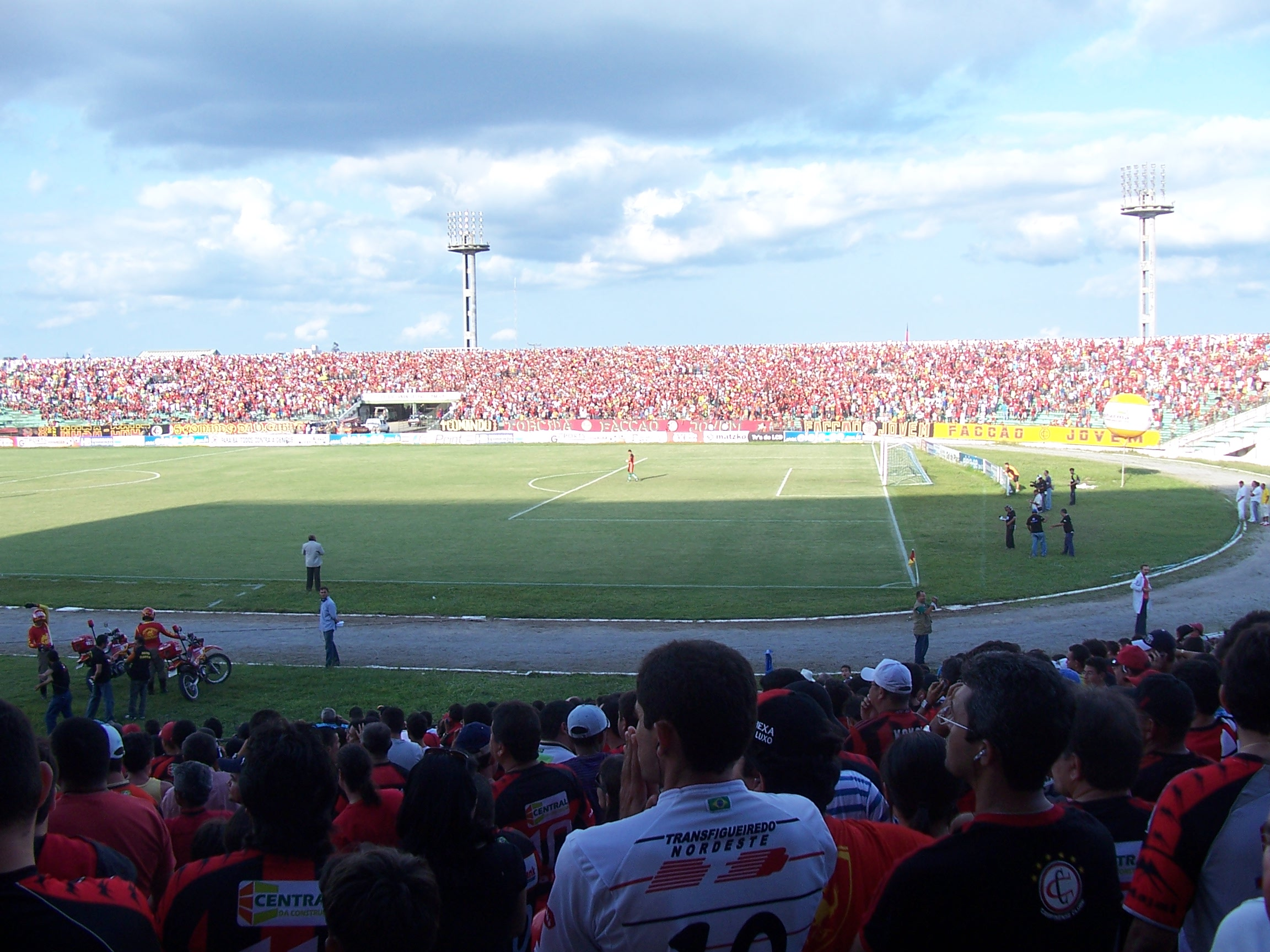
Amigão
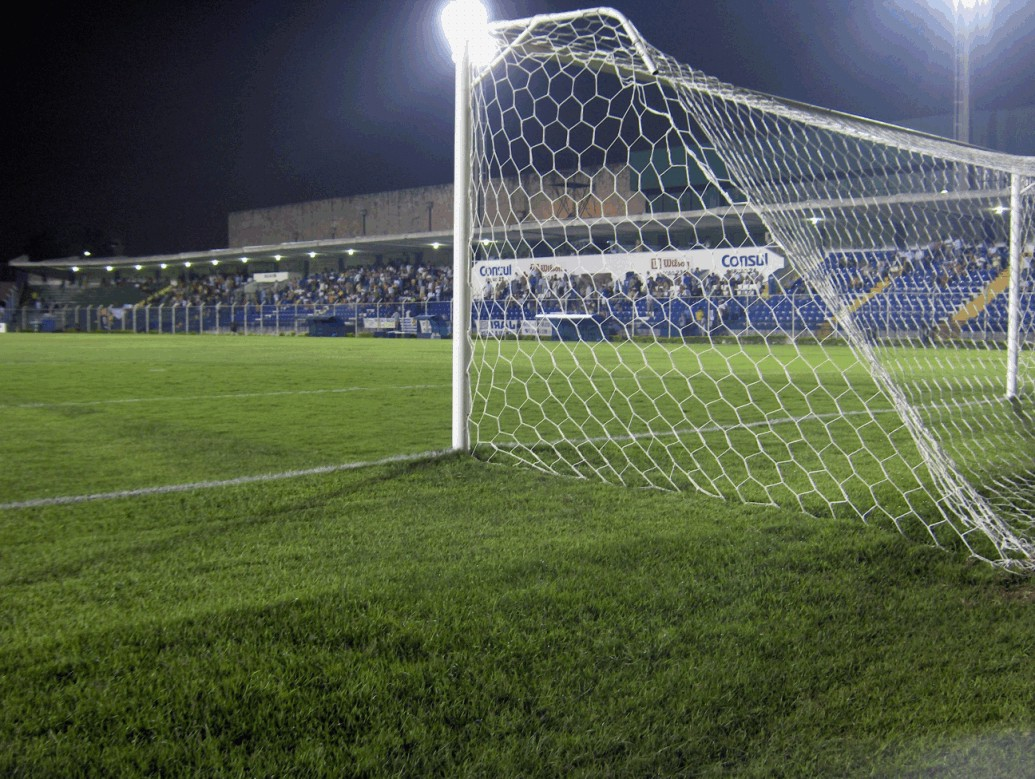
Anacleto Campanella
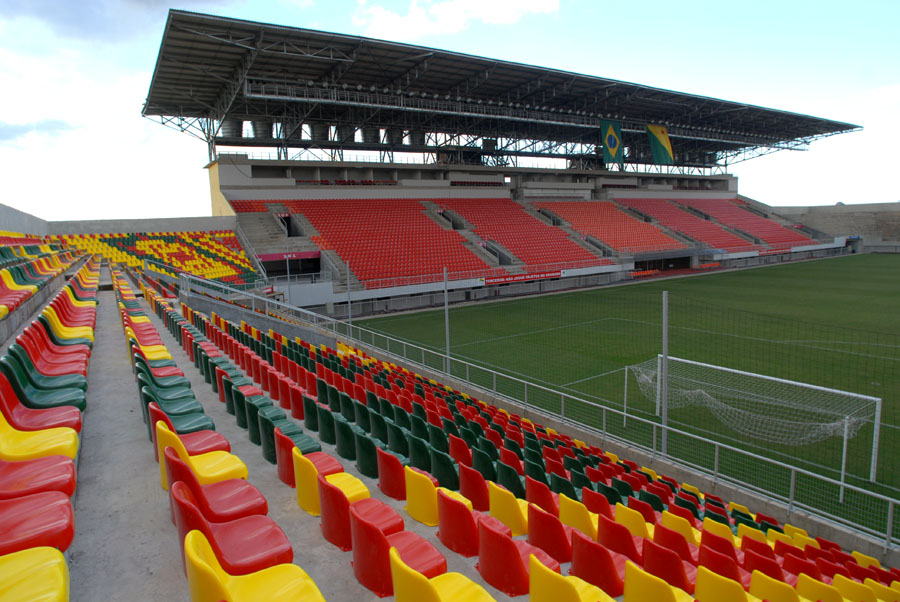
Arena Acreana
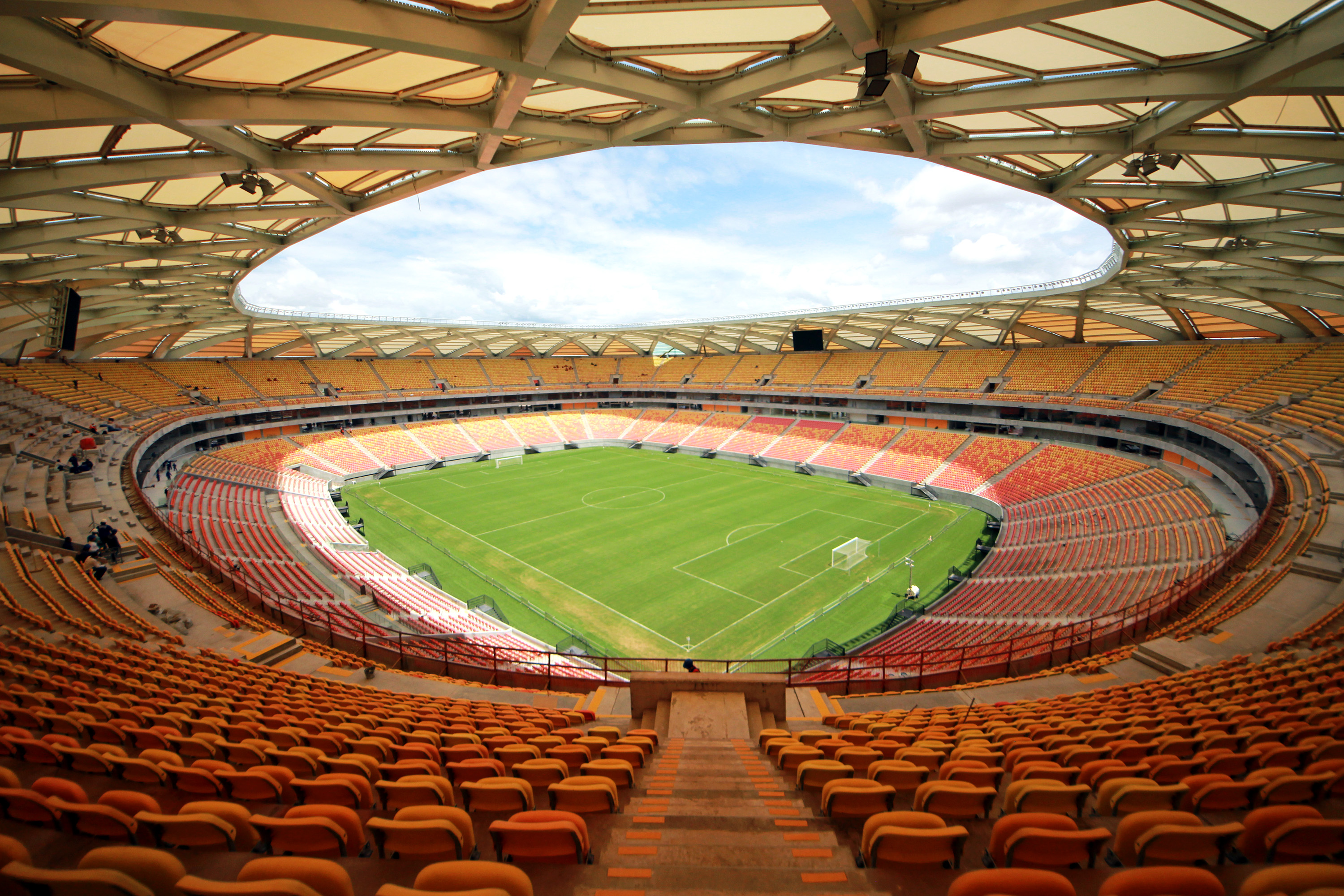
Arena da Amazônia
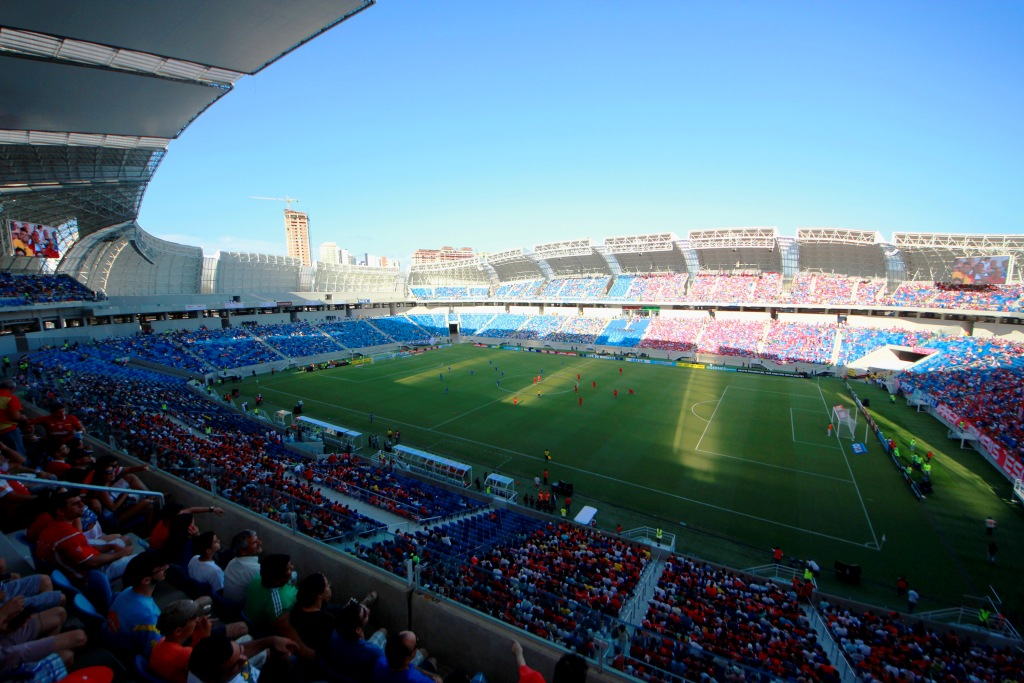
Arena das Dunas
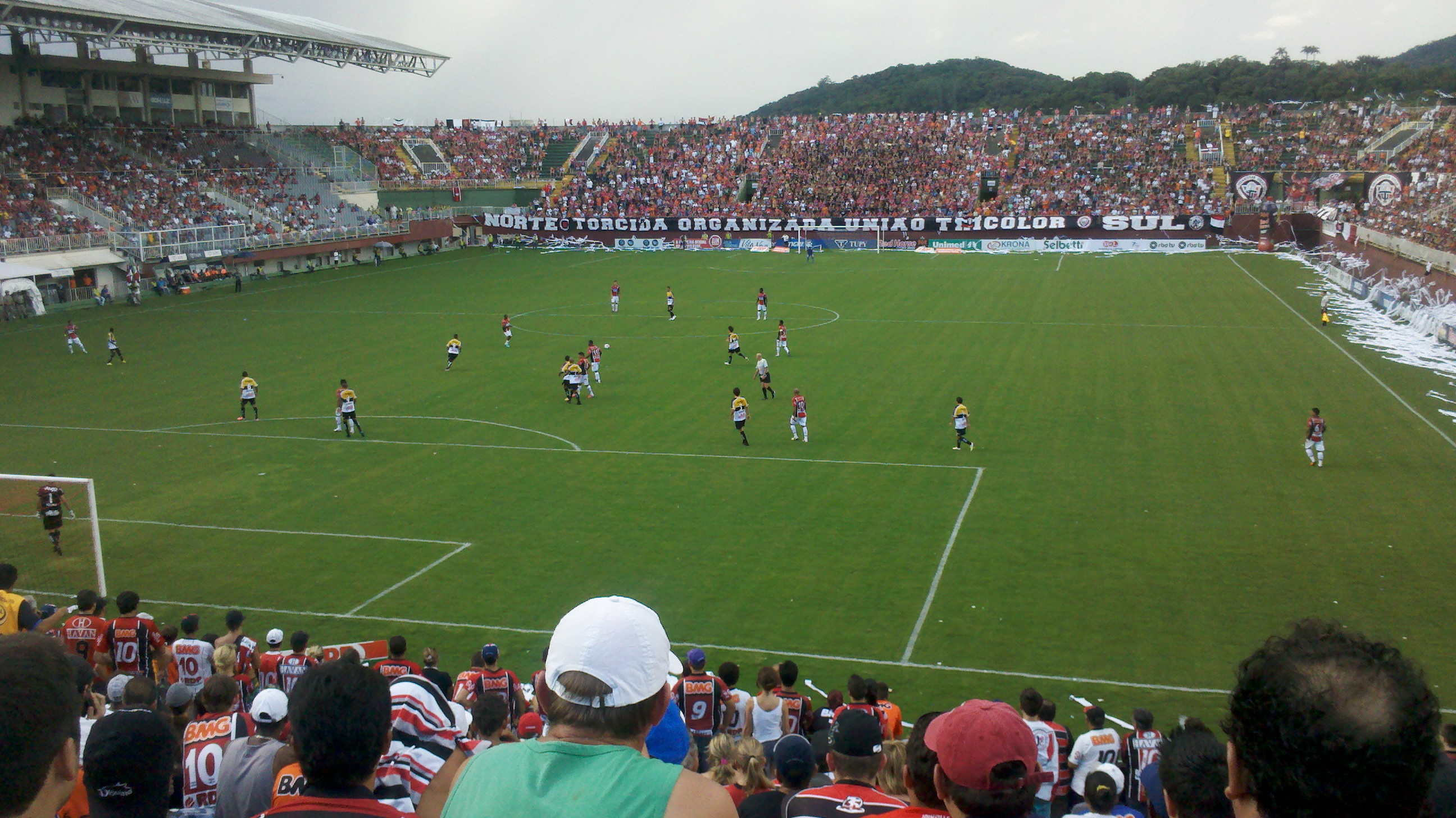
Arena Joinville
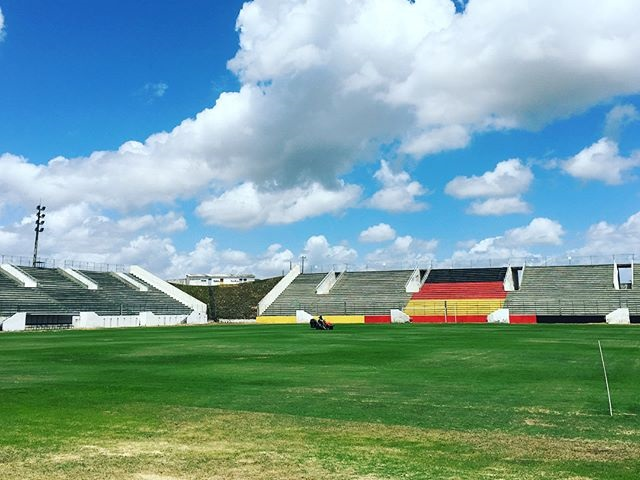
Barretão
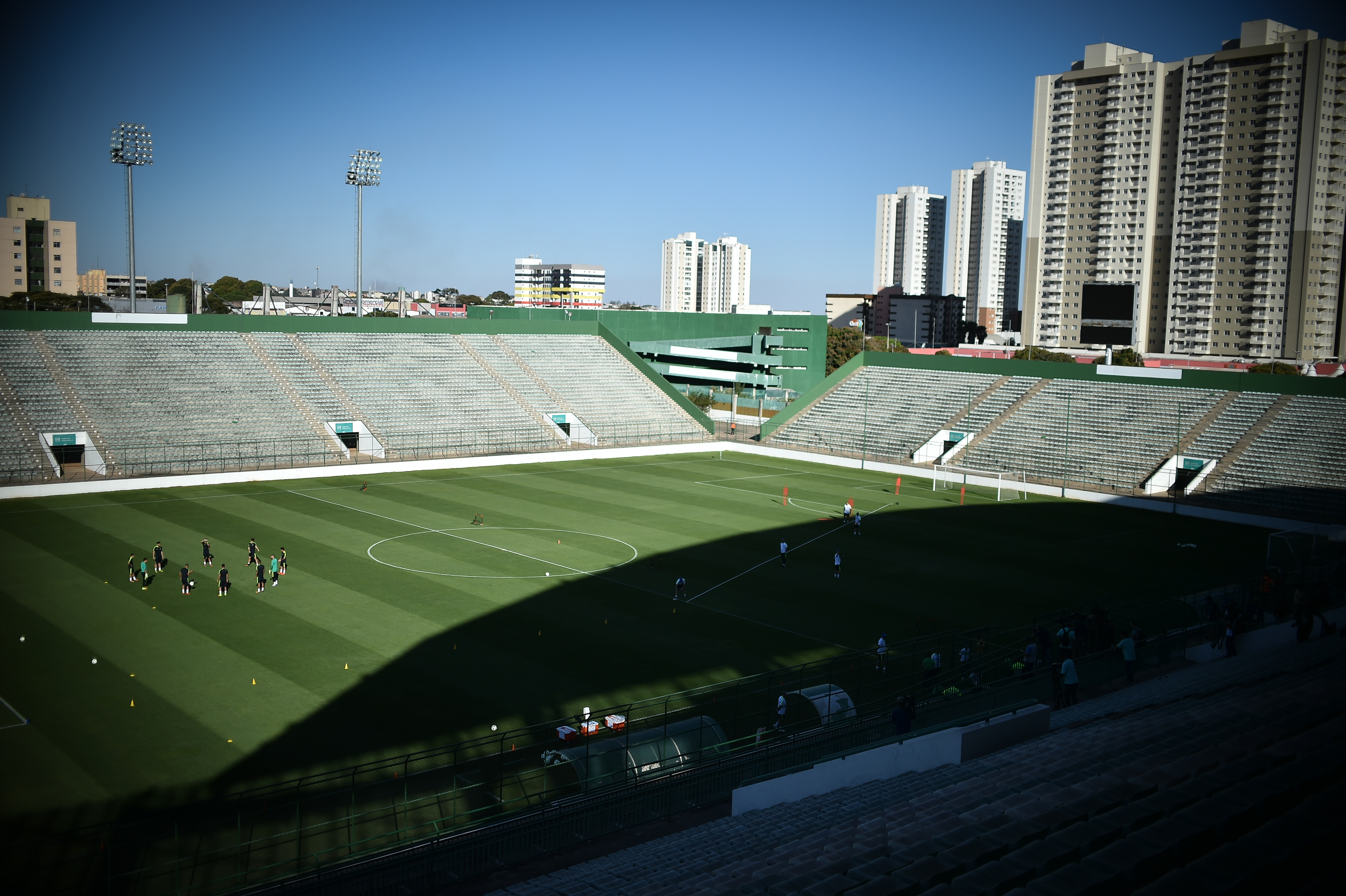
Bezerrão
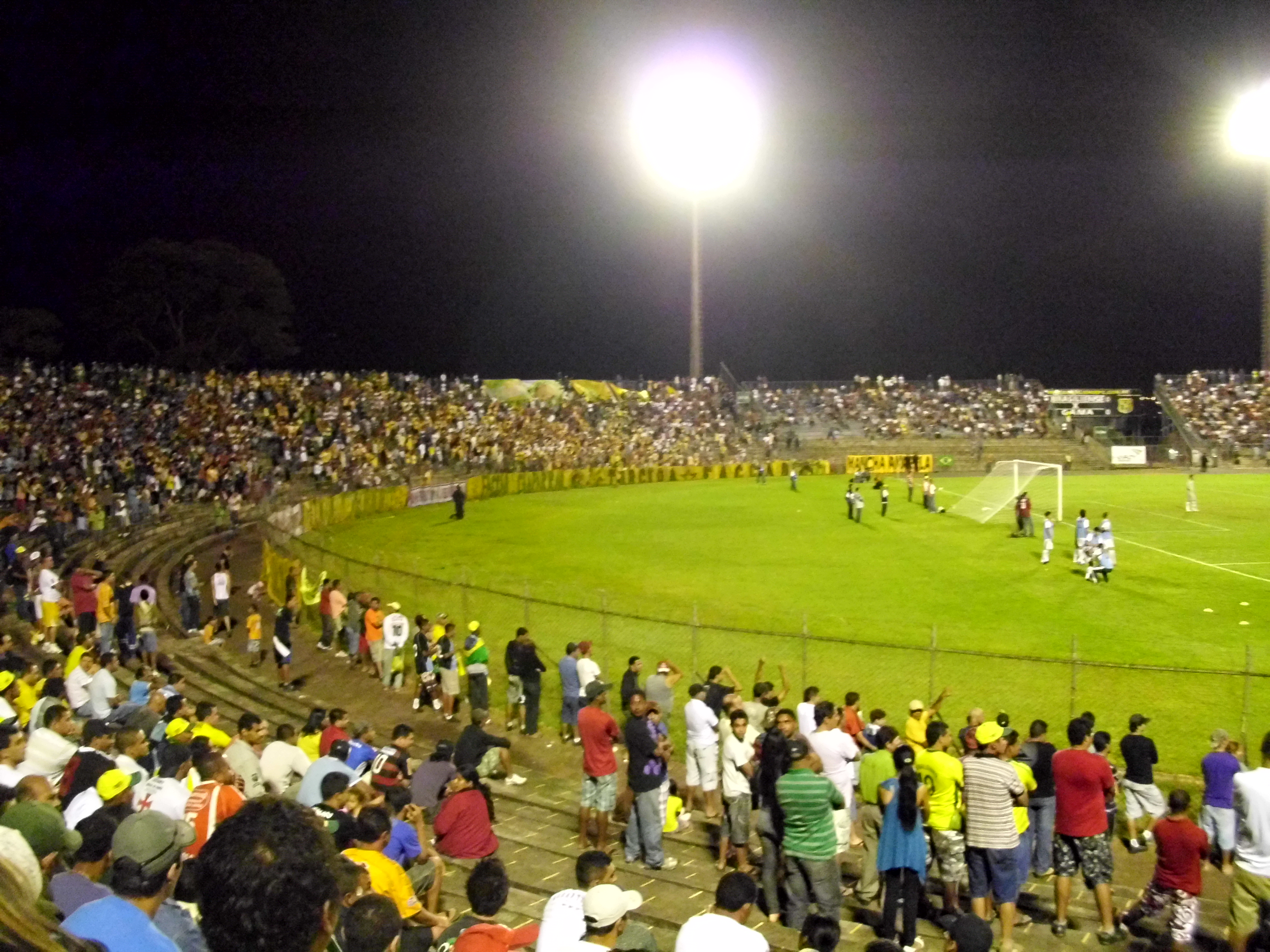
Boca do Jacaré
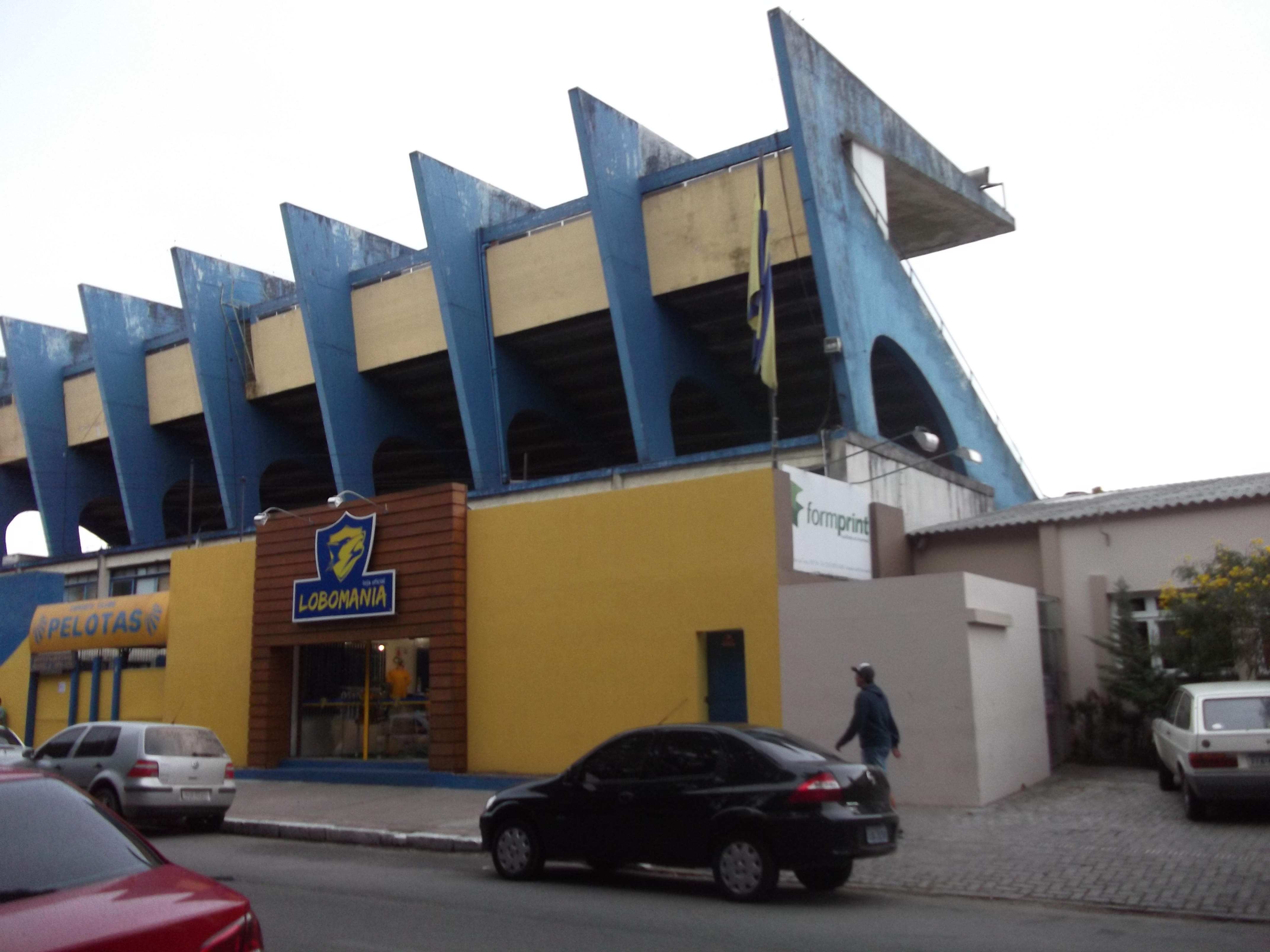
Boca do Lobo
Carneirão
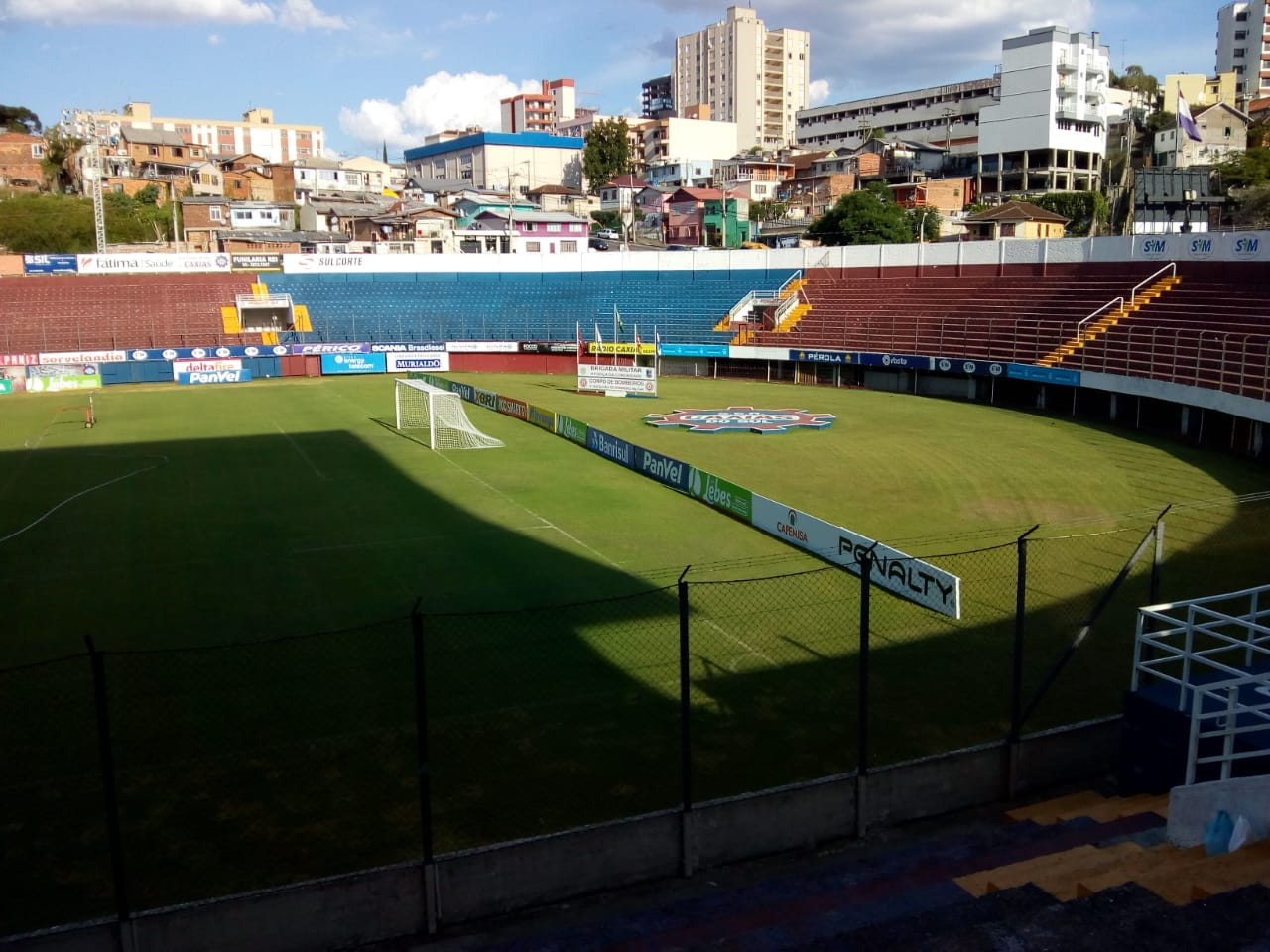
Centenário
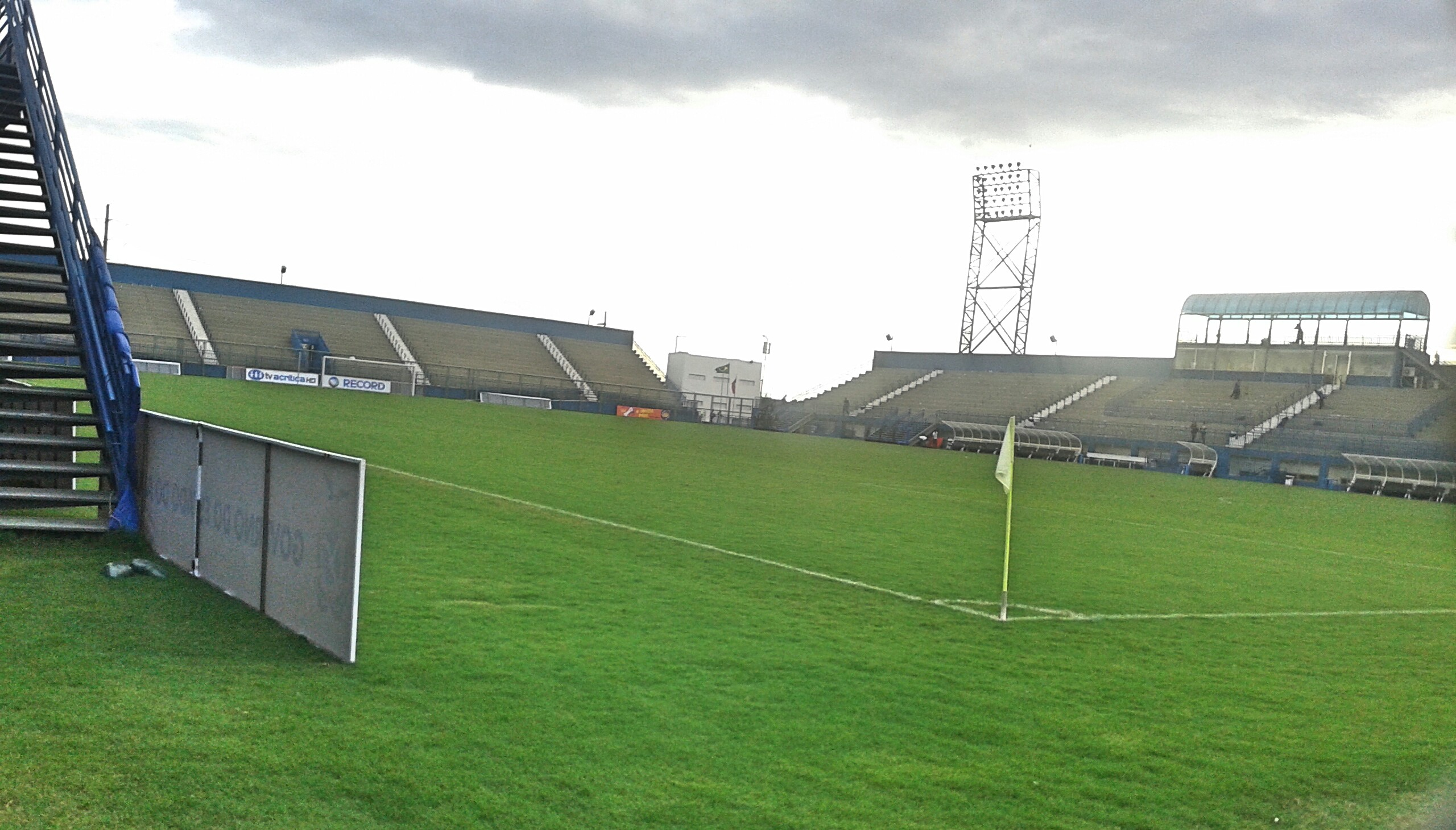
Colina
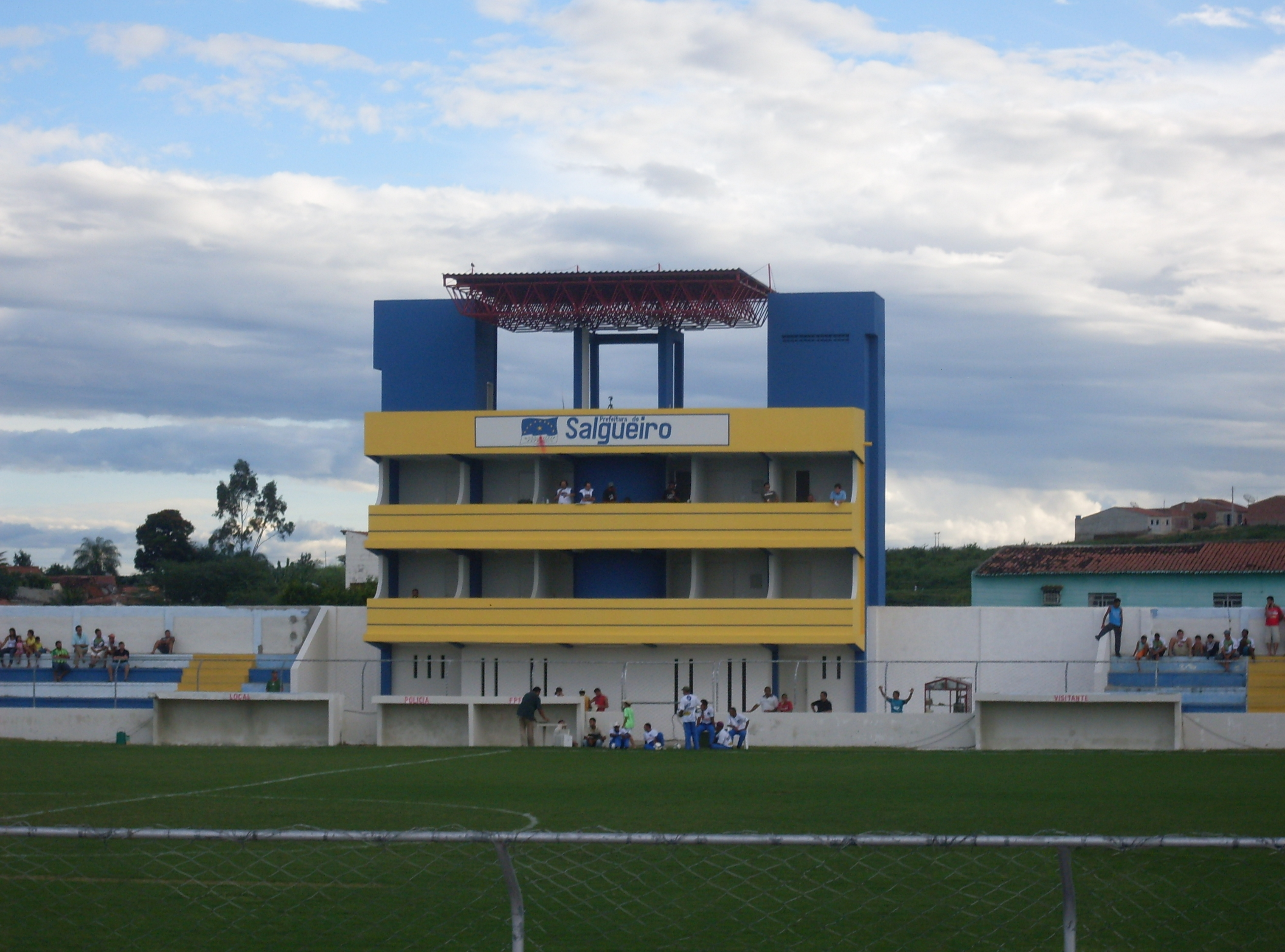
Cornélio de Barros
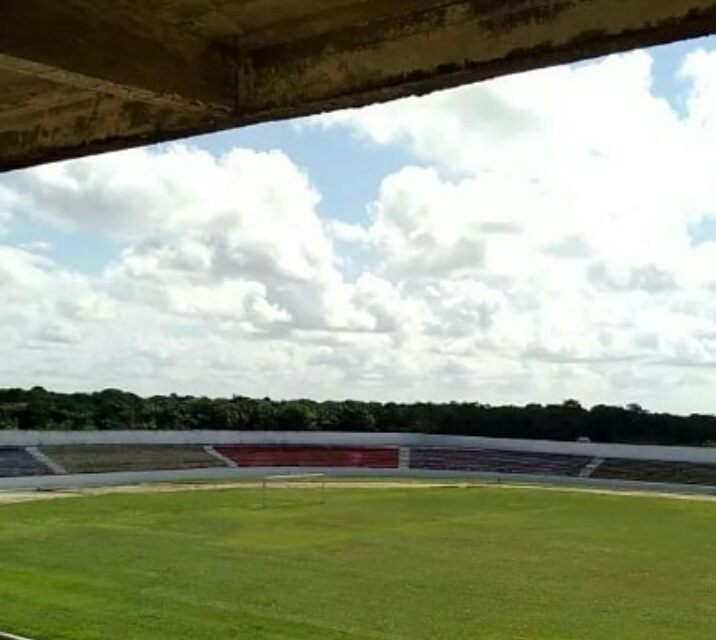
Diogão
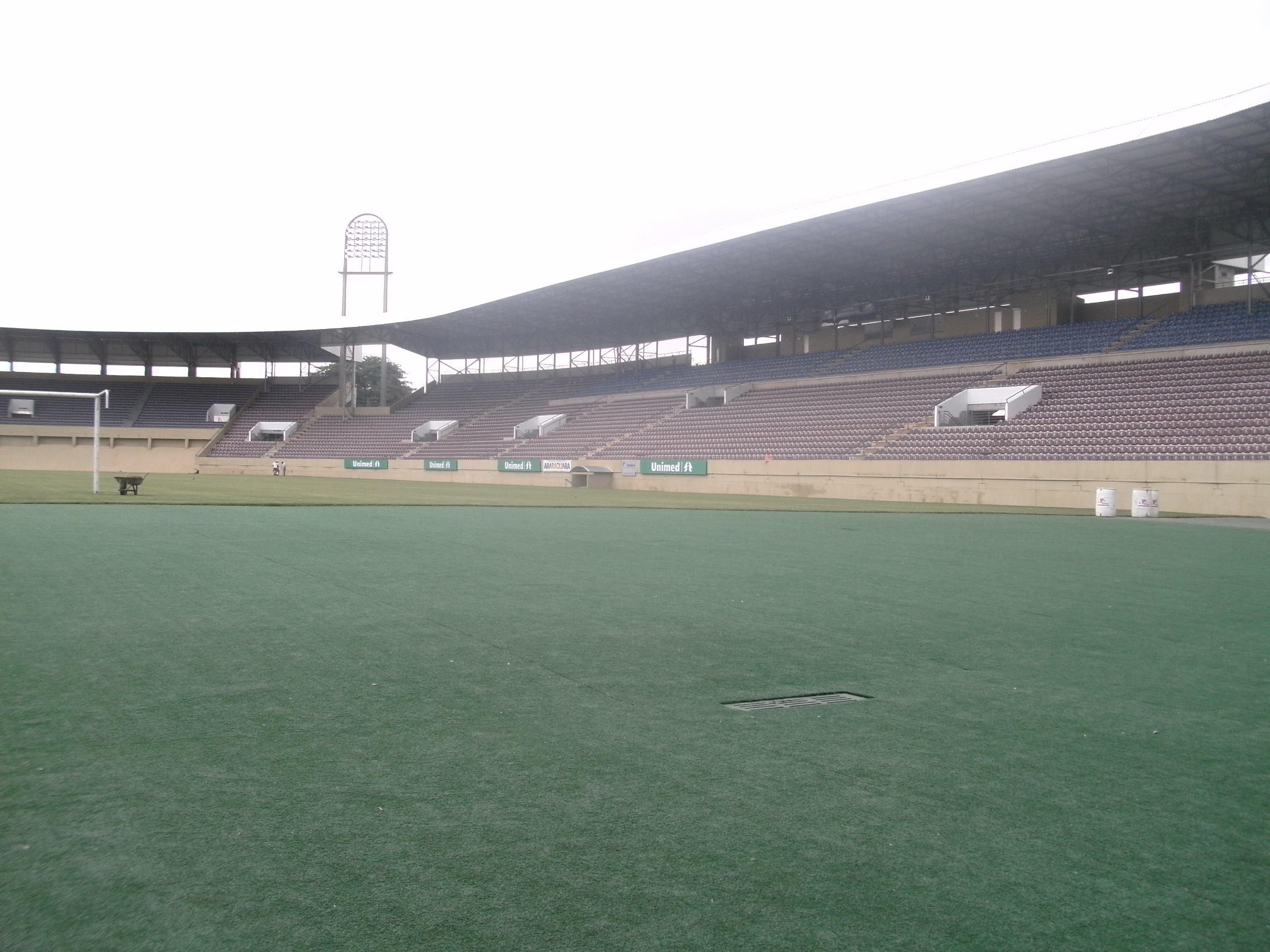
Fonte Luminosa
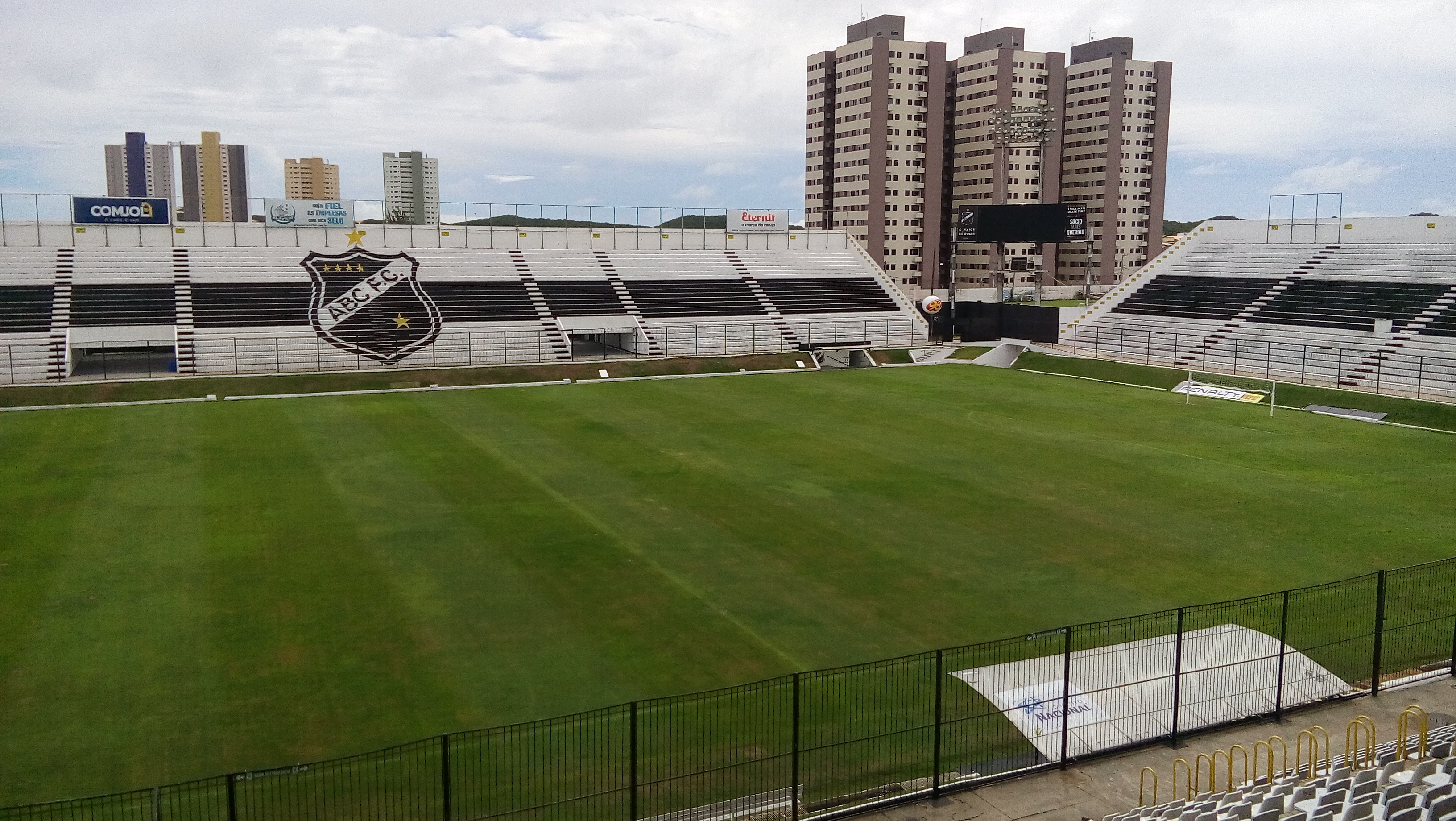
Frasqueirão
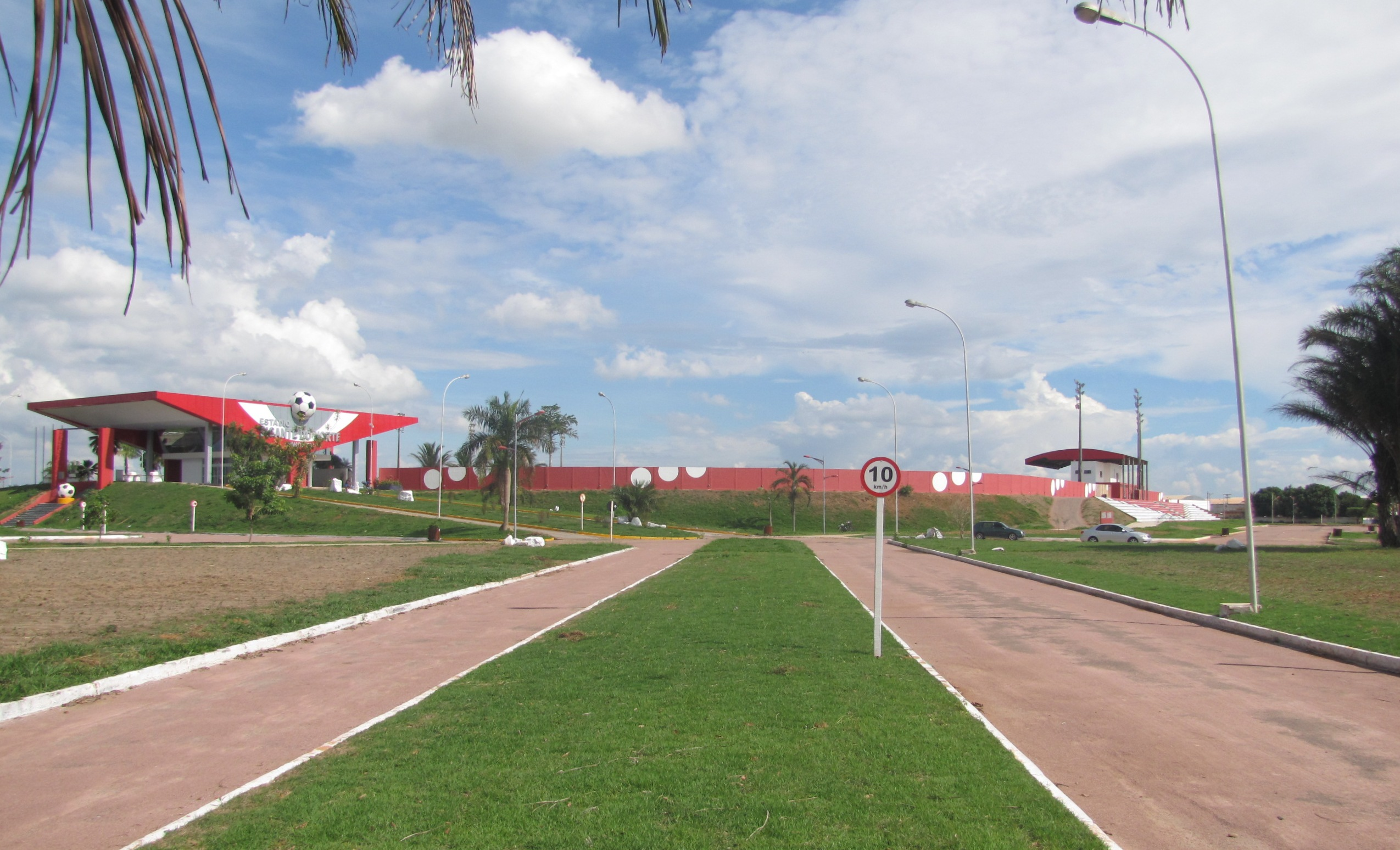
Gigante do Norte
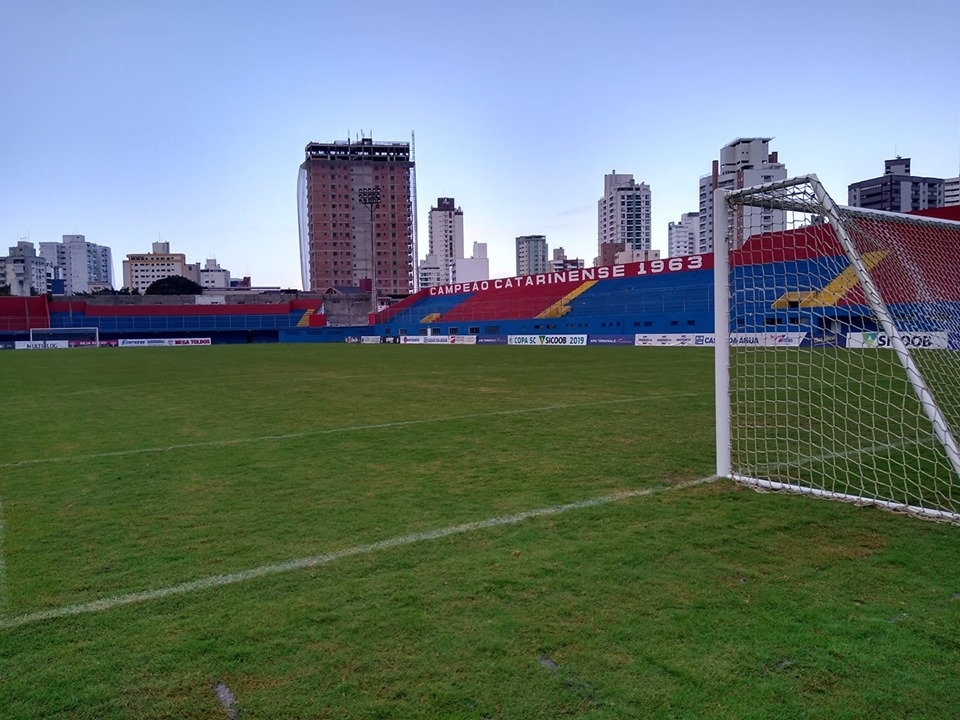
Hercílio Luz
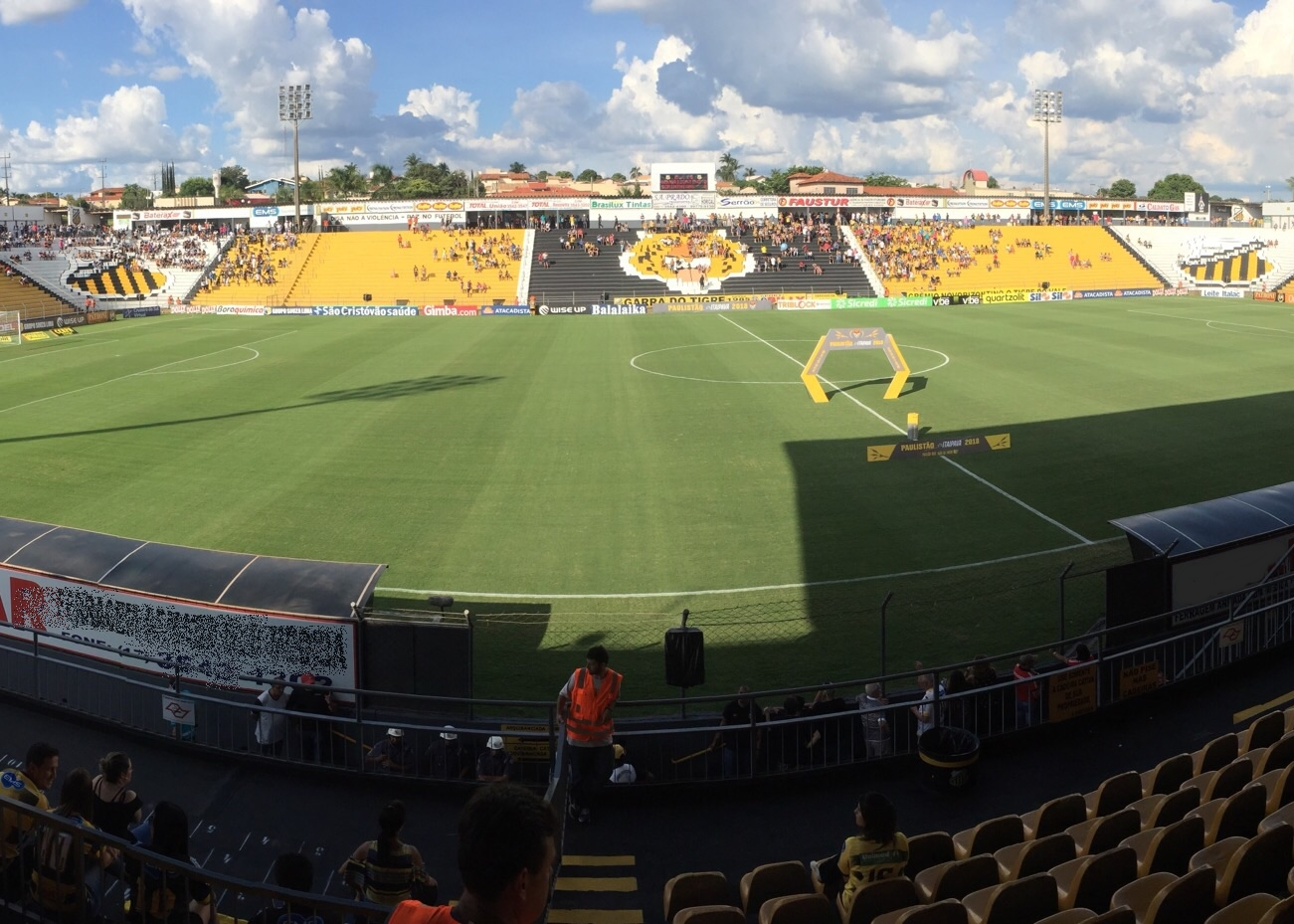
Jorjão
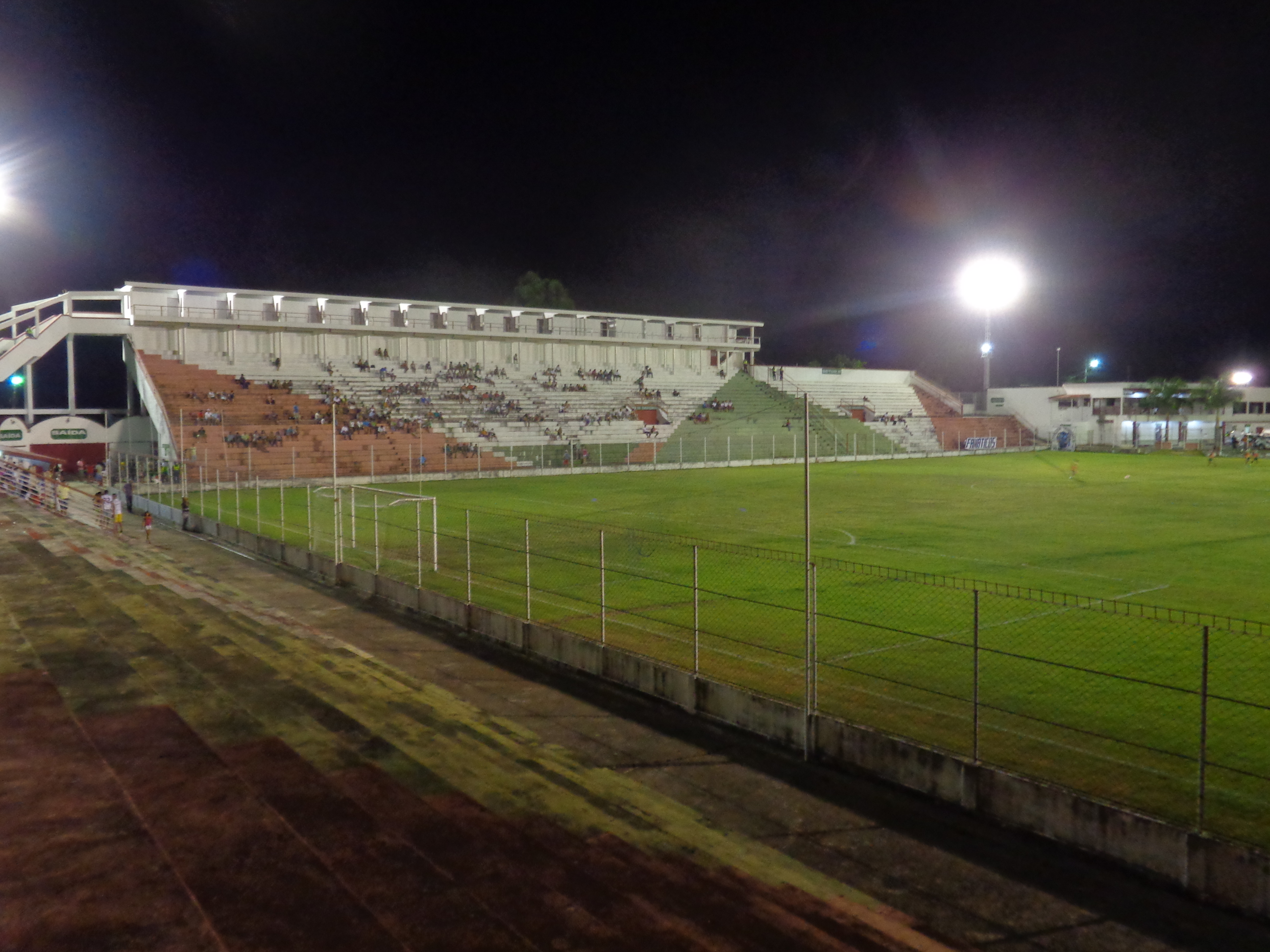
José Olímpio da Rocha
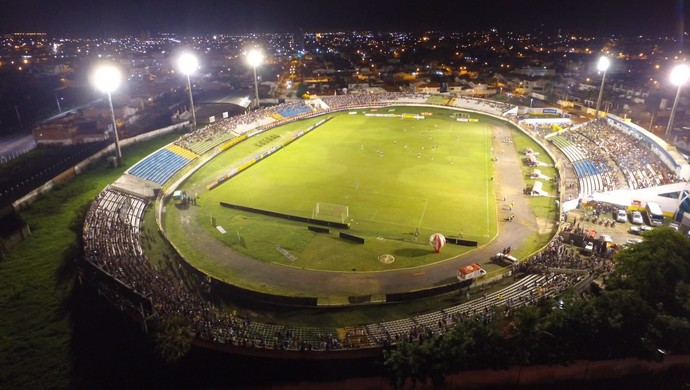
Junco
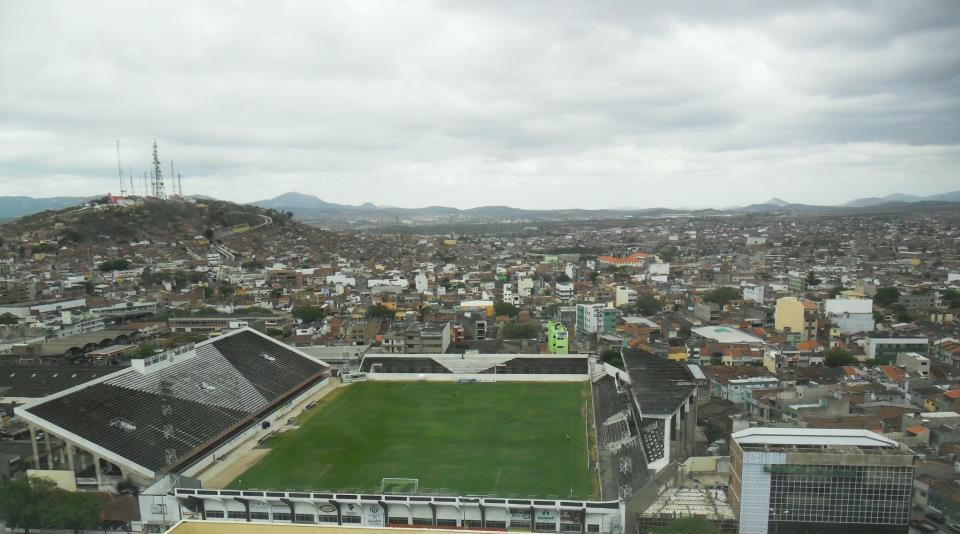
Luiz José de Lacerda
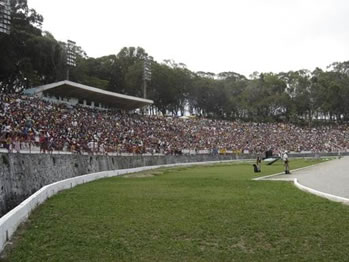
Lomantão
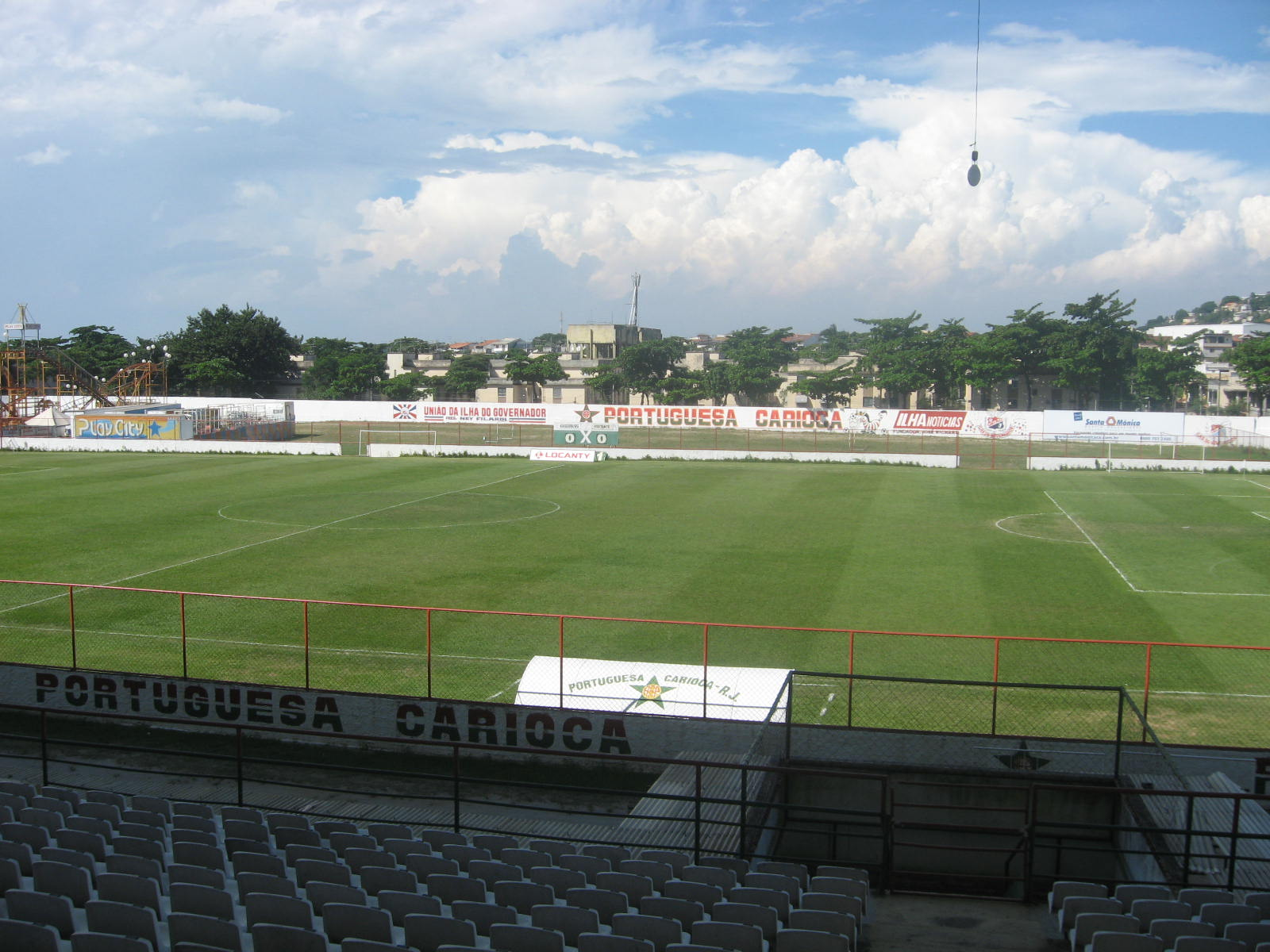
Luso-Brasileiro
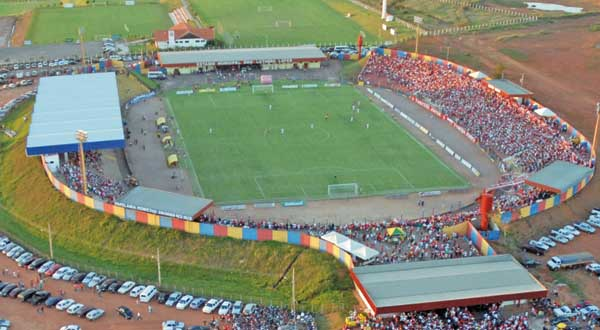
Luthero Lopes
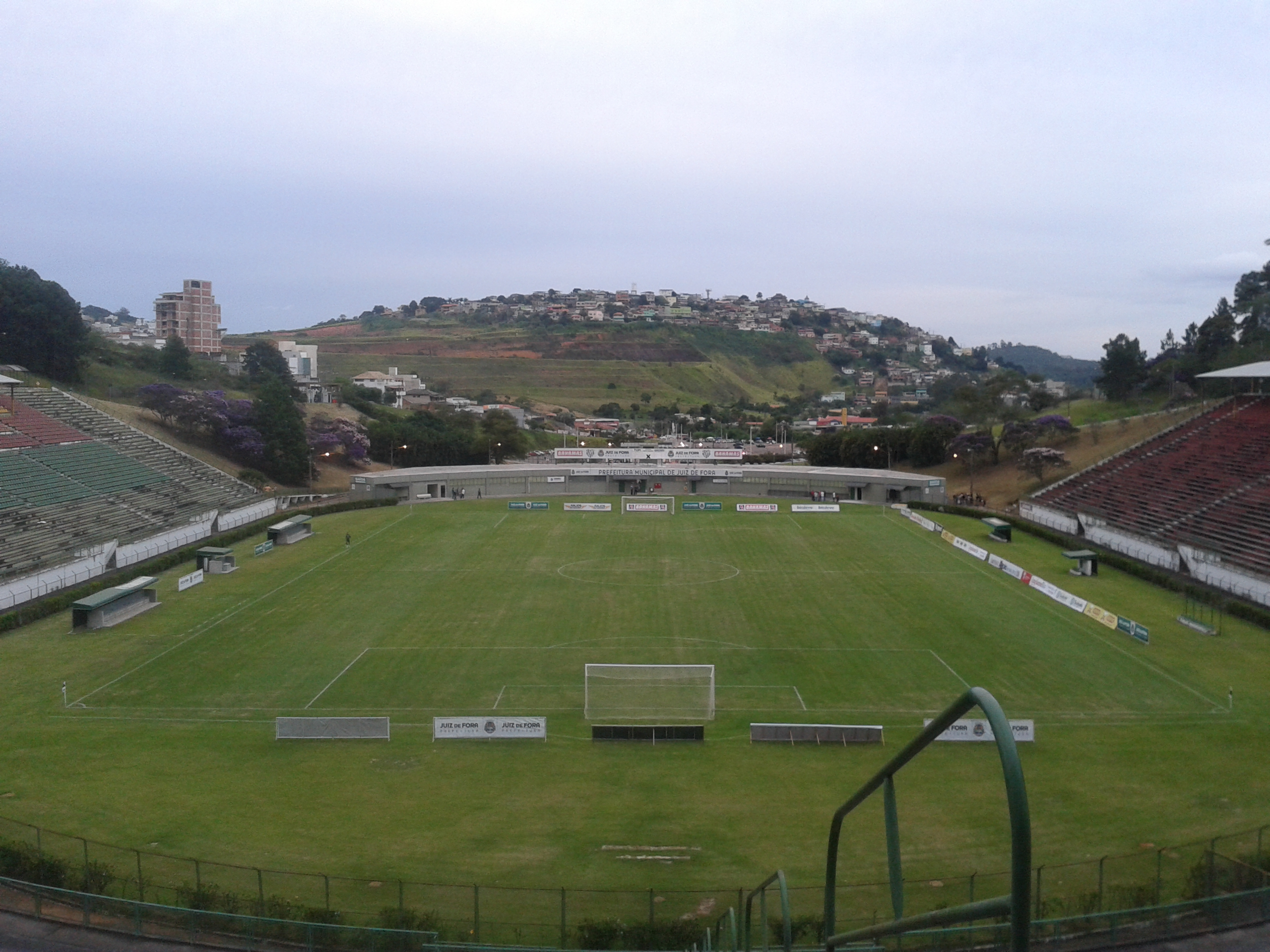
Mario Helênio
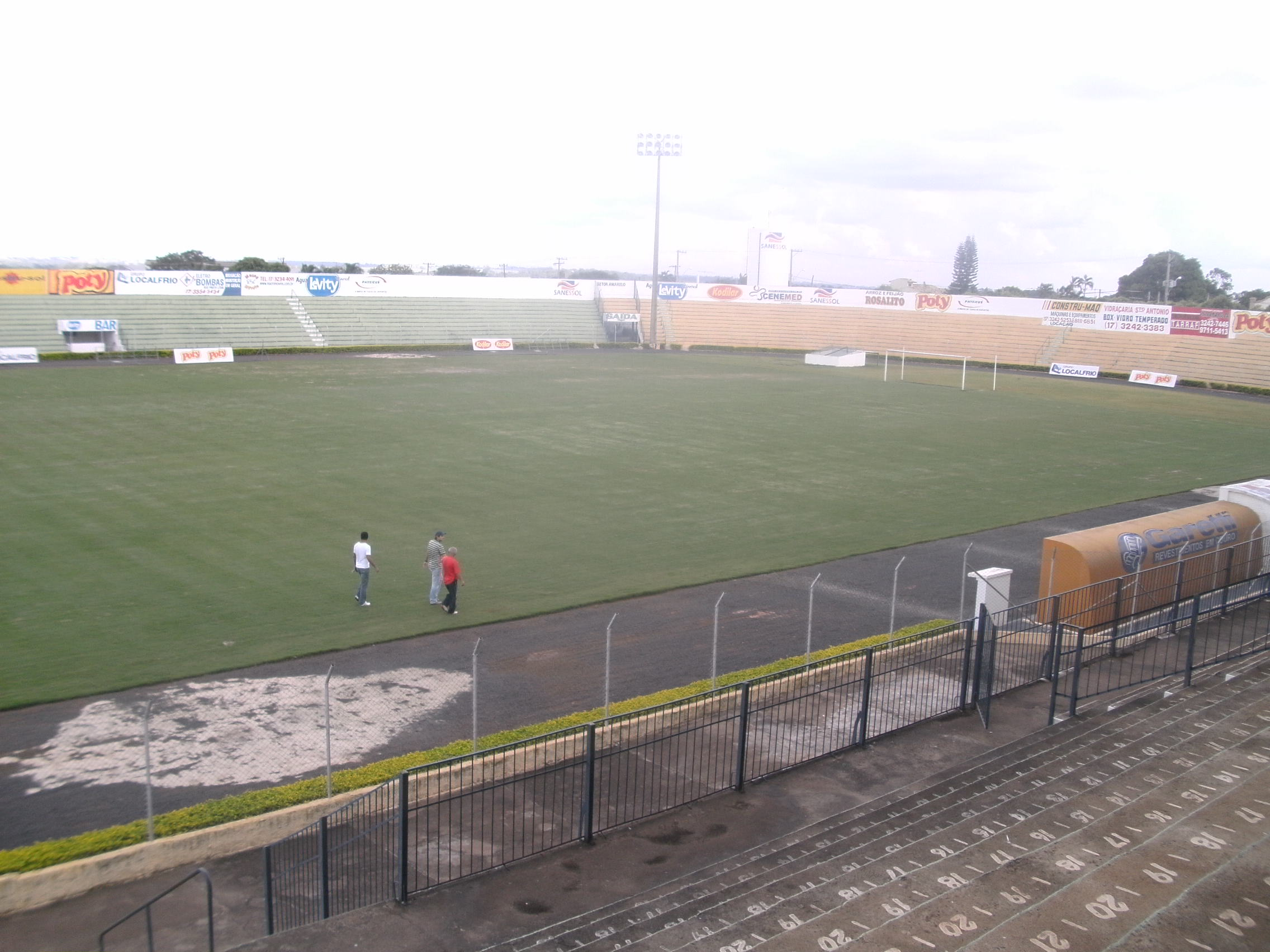
Maião
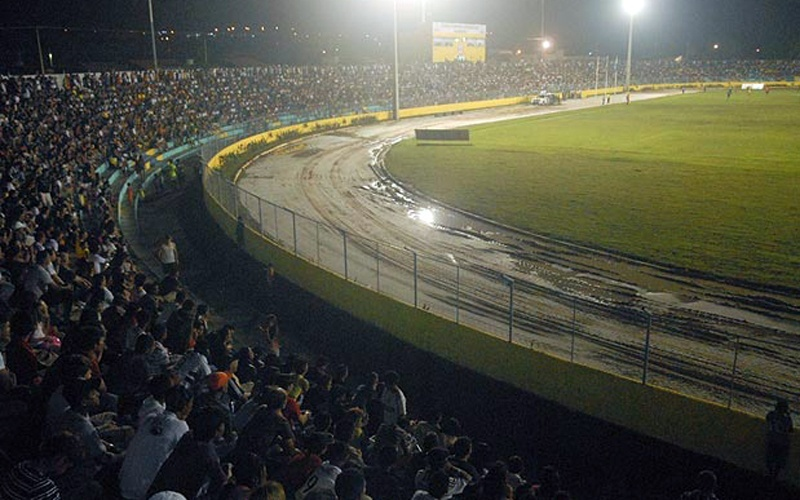
Navegantão
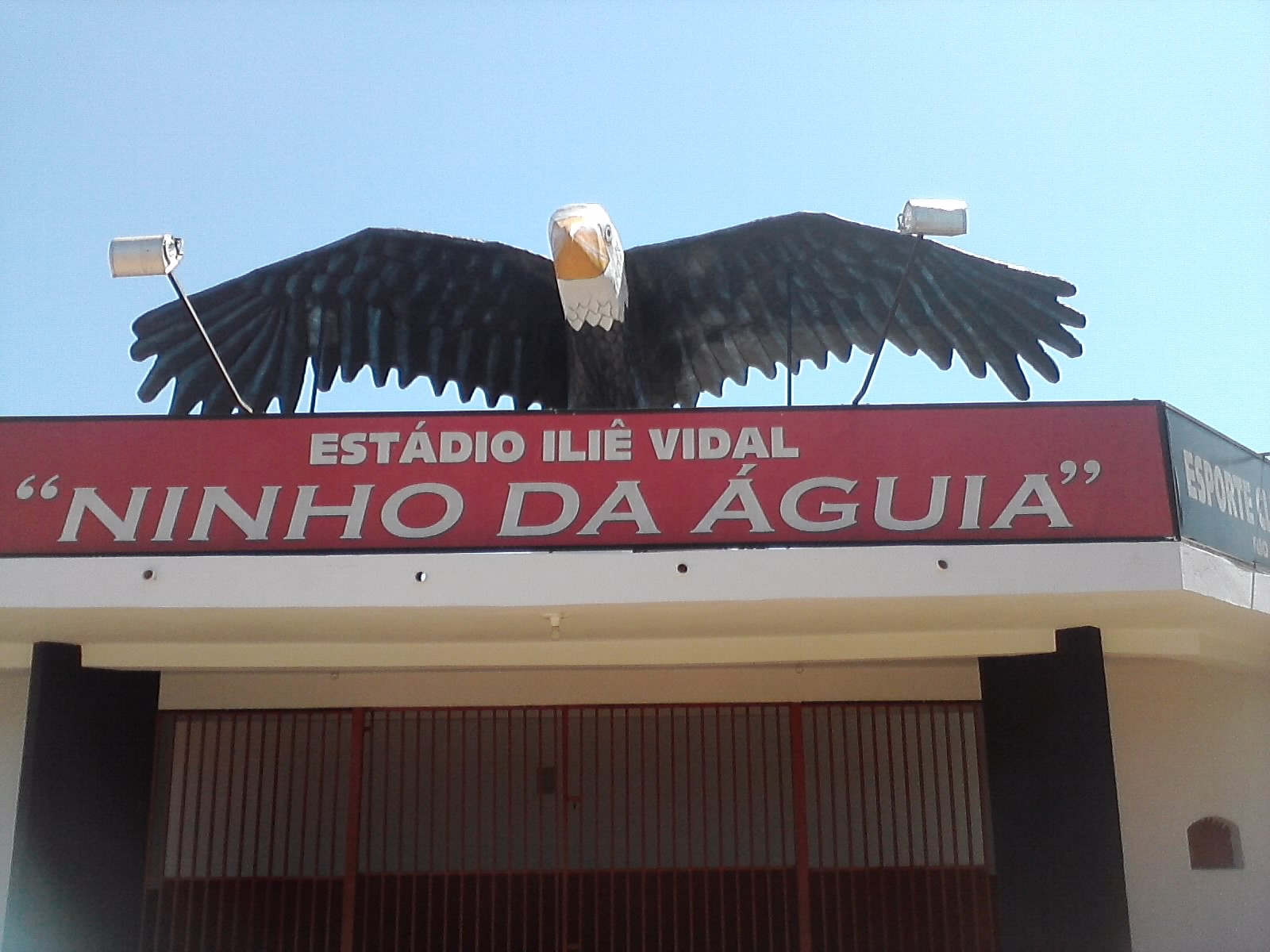
Ninho D'Águia
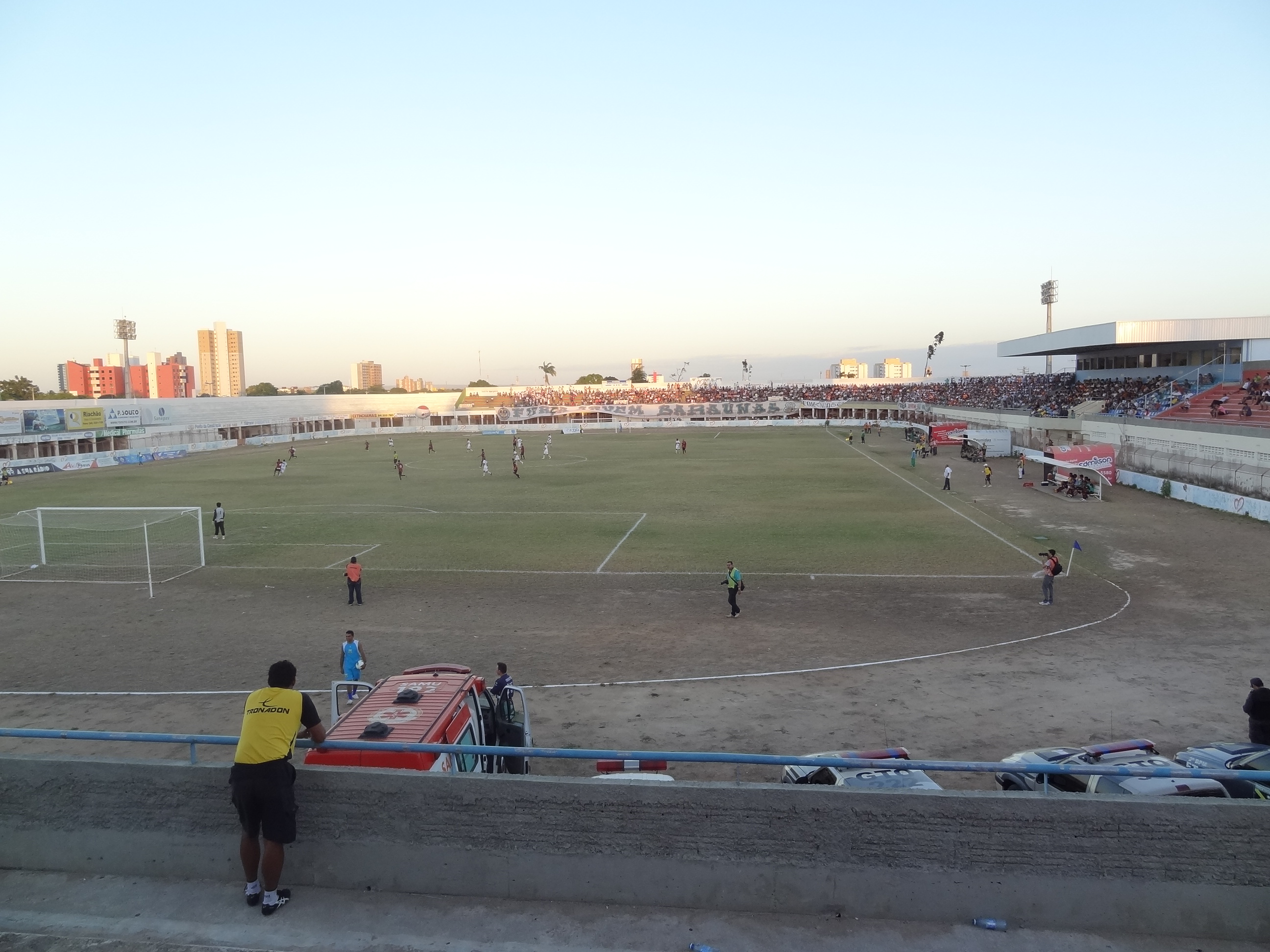
Nogueirão
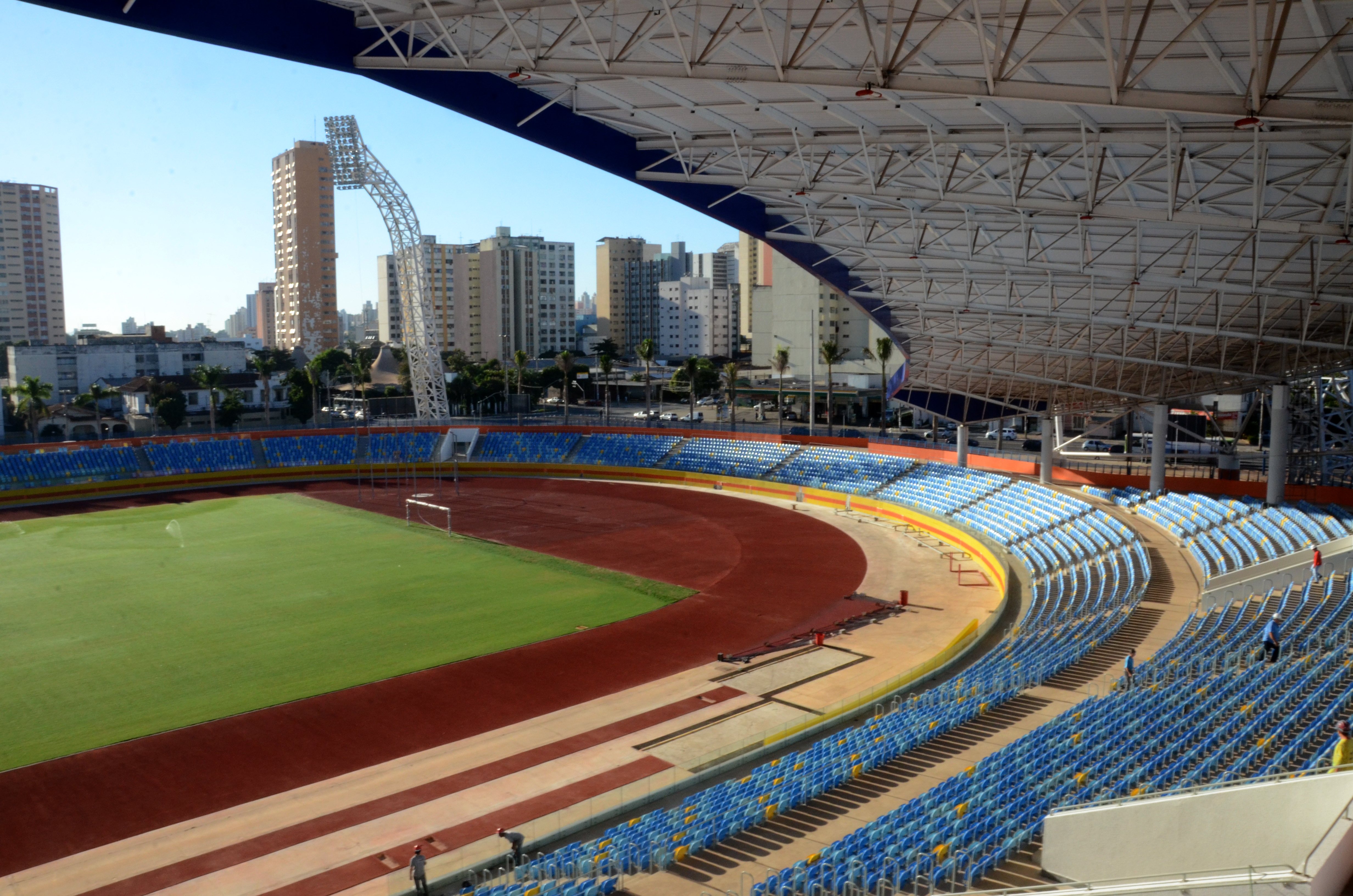
Olímpico
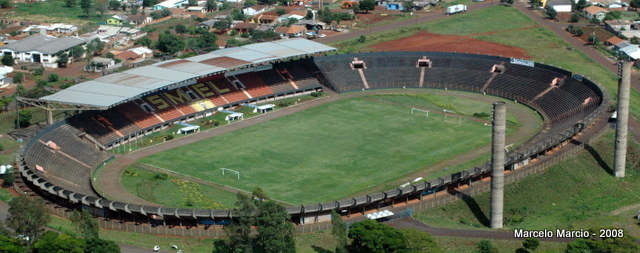
Olímpico Regional
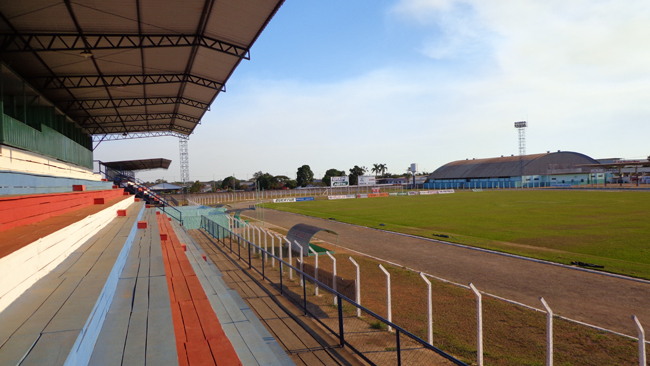
Portal da Amazônia
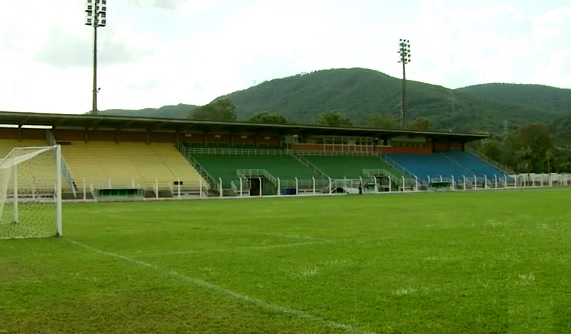
Ronaldão
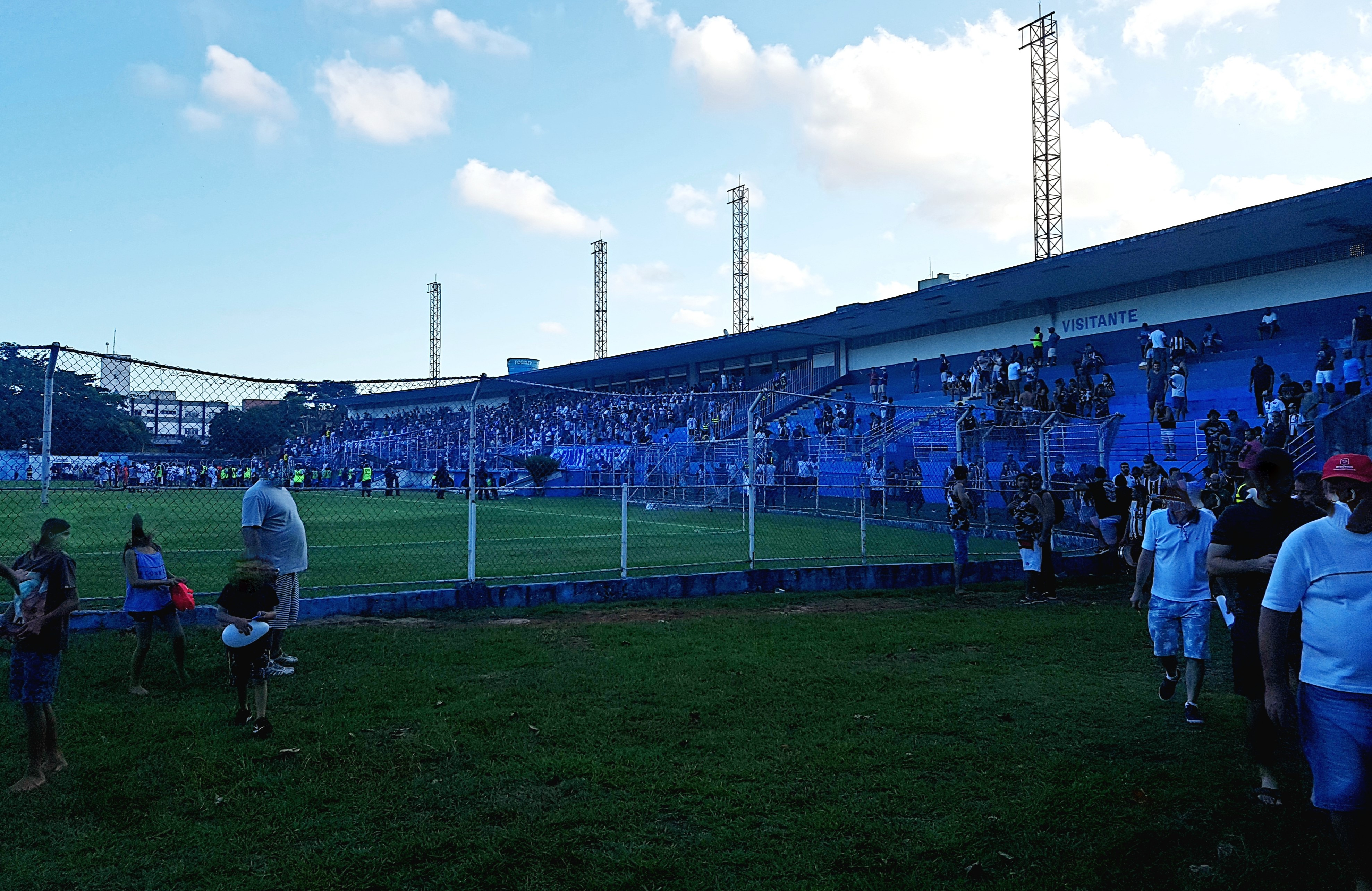
Salvador Costa
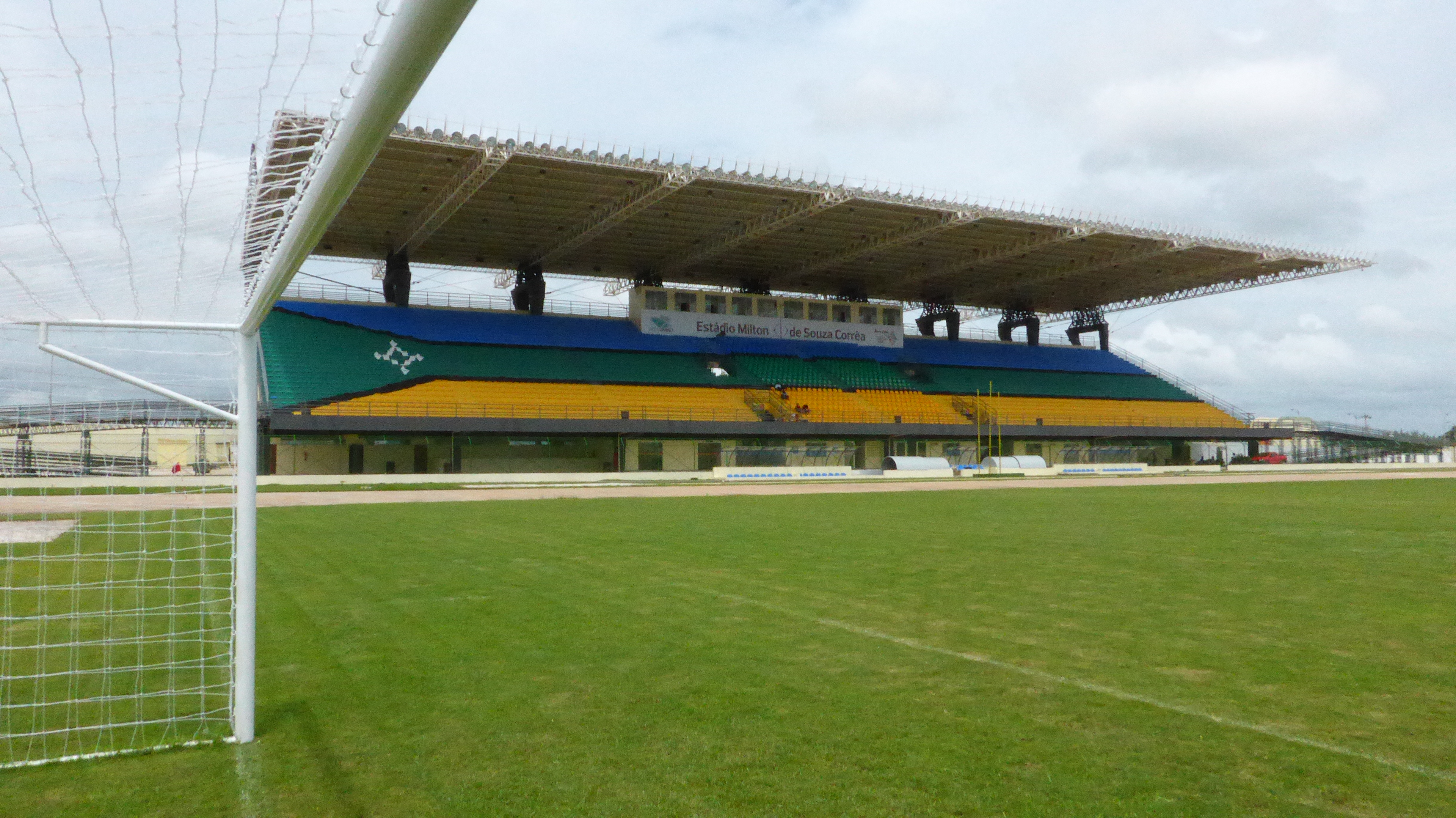
Zerão

### Outros estádios
Além dos estádios de mando usual, outros estádios foram utilizados devido a punições de perda de mando de campo impostas pelo Superior Tribunal de Justiça Desportiva ou por conta de problemas de interdição dos estádios usuais ou simplesmente por opção dos clubes em mandar seus jogos em outros locais, geralmente buscando uma melhor renda.

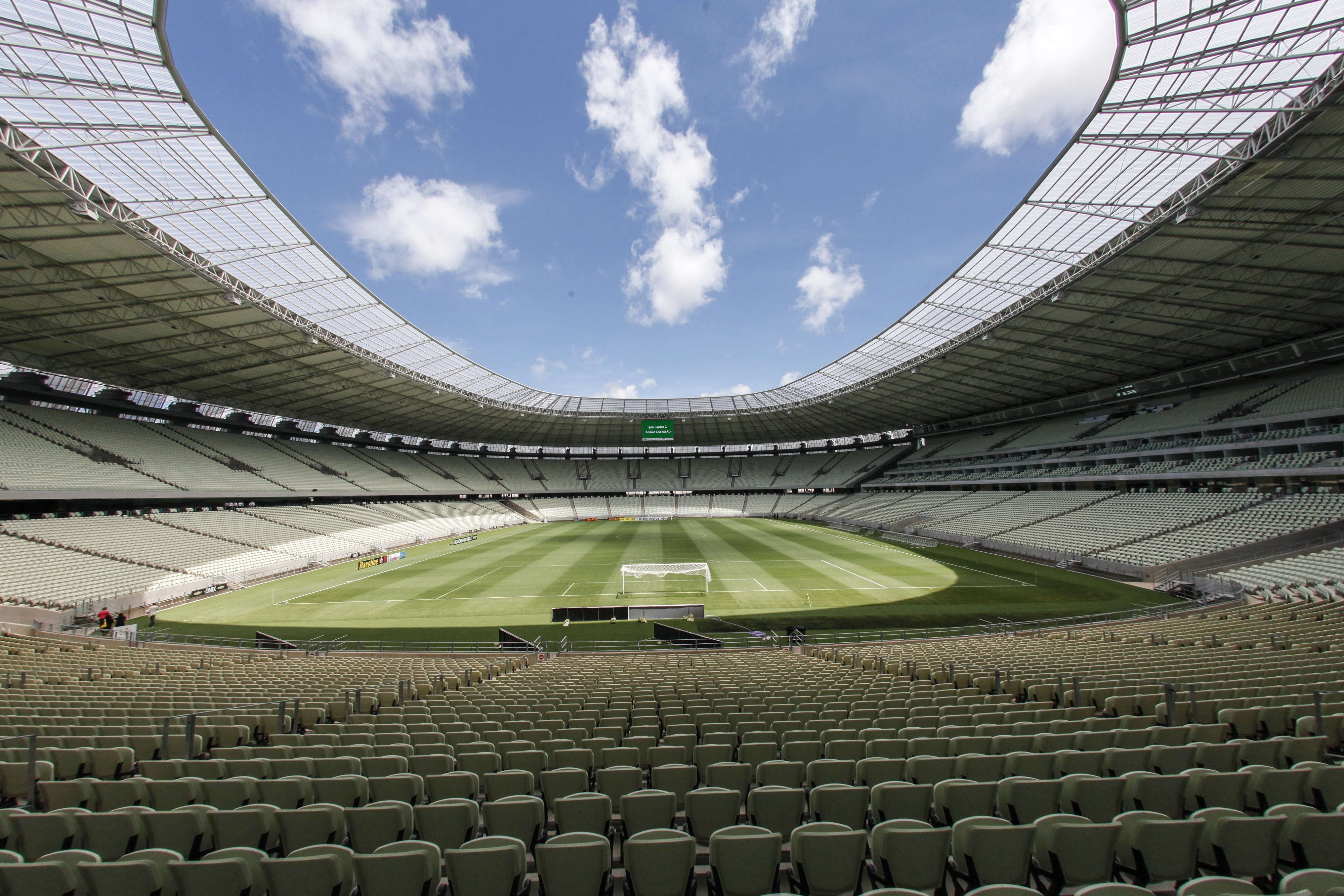
Arena Castelão (Fortaleza)
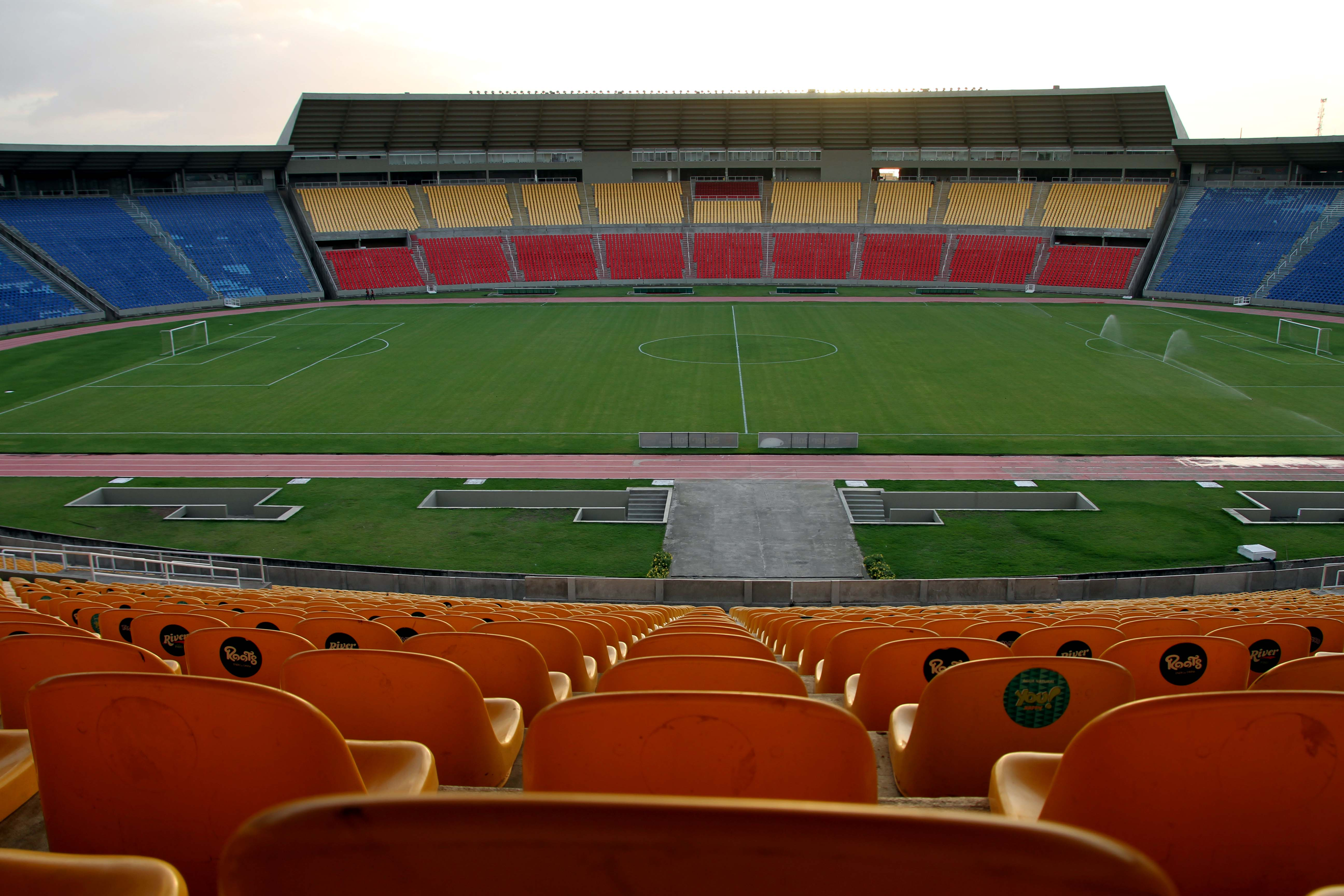
Castelão (São Luís)
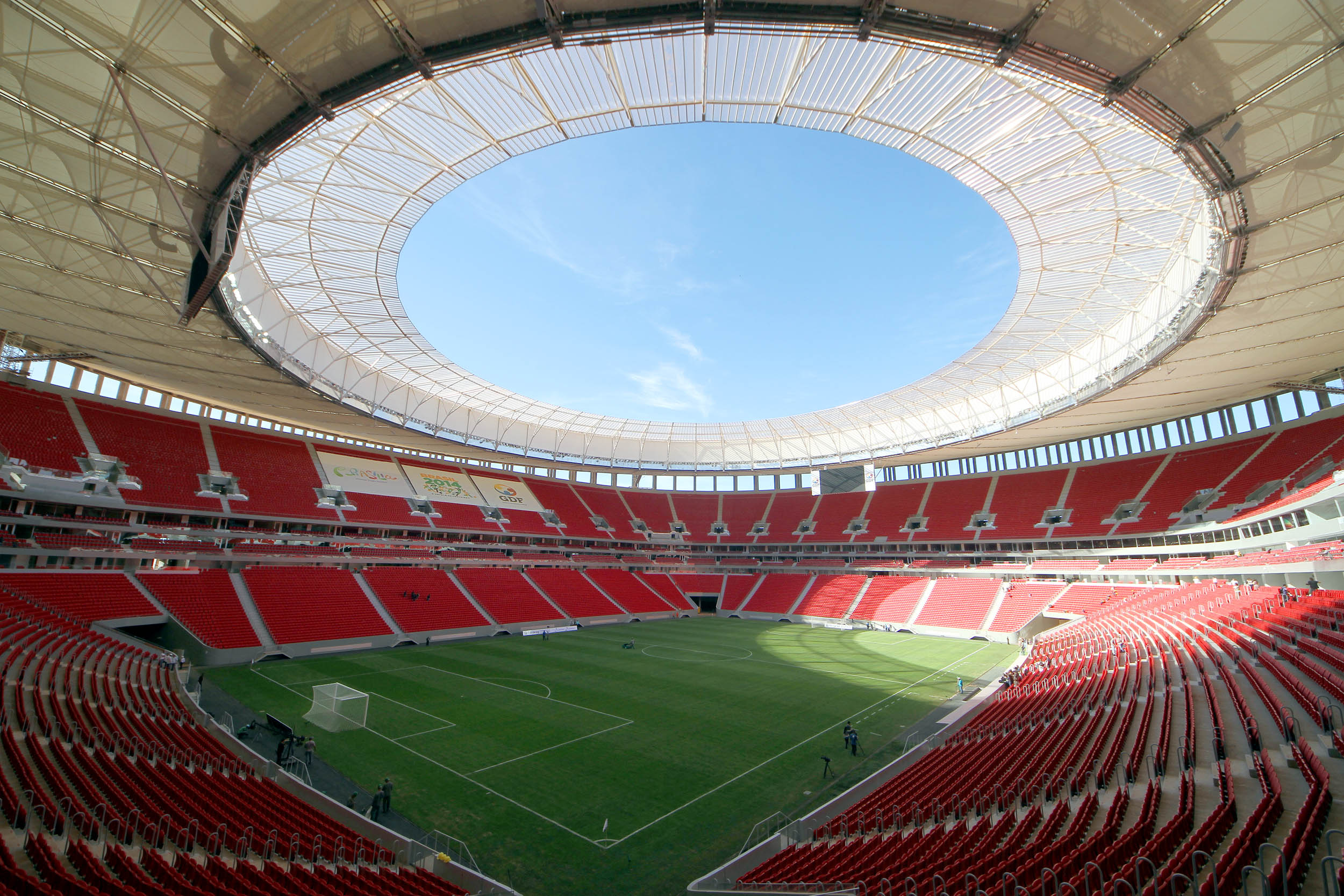
Mané Garrincha (Brasília)
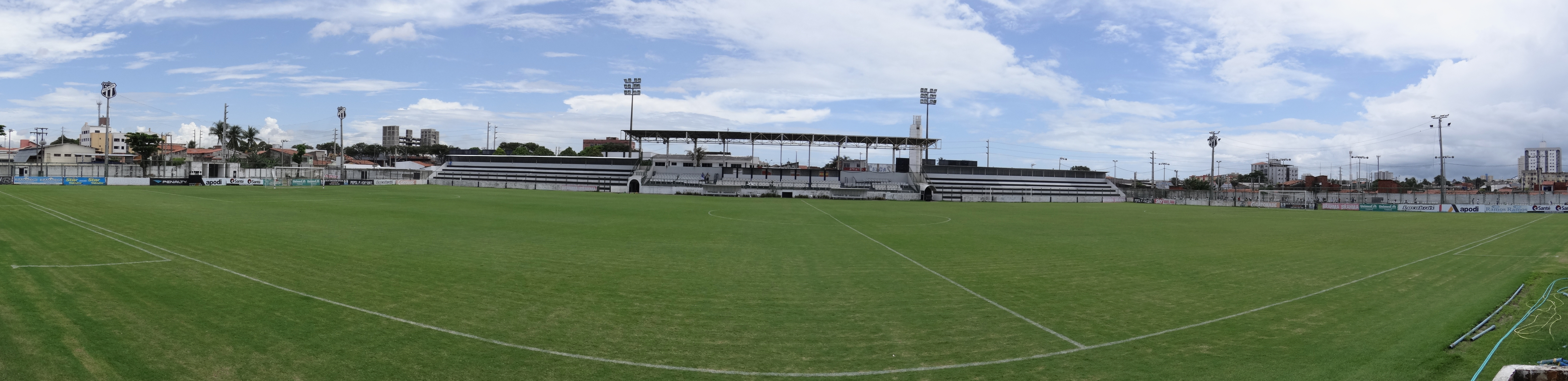
Vovozão (Fortaleza)

## Direitos de transmissão
Em setembro de 2020, a TV Brasil anunciou as transmissões nacionais tanto na TV aberta quanto no sinal fechado por assinatura, assim como via streaming na internet. O acordo com a CBF engloba 42 partidas a partir da terceira rodada, totalizando dois jogos por rodada. A Empresa Brasil de Comunicação é a responsável pela geração de imagens. Já a plataforma de streaming MyCujoo transmite gratuitamente todos os jogos da competição.

## Fase preliminar
Em itálico, as equipes que possuem o mando de campo no primeiro jogo do confronto e em negrito as equipes classificadas.
| Equipe 1       | Total | Equipe 2      | 1.º jogo | 2.º jogo |
| -------------- | ----- | ------------- | -------- | -------- |
| Ji-Paraná      | 4–2   | Nacional-AM   | 2–1      | 2–1      |
| Baré           | 4–0   | Ypiranga-AP   | 3–0      | 1–0      |
| Real Noroeste  | 6–2   | Aquidauanense | 3–1      | 3–1      |
| Tocantinópolis | 1–4   | Brasiliense   | 1–0      | 0–4      |

## Primeira fase
Em caso de empate por pontos entre dois clubes, os critérios de desempate serão aplicados na seguinte ordem:
1. Número de vitórias;
2. Saldo de gols;
3. Gols pró (marcados);
4. Confronto direto;
5. Menor número de cartões vermelhos;
6. Menor número de cartões amarelos;
7. Sorteio.

### Grupo A1
| Pos | Equipes          | Pts | J  | V | E | D | GP | GC | SG  | Classificação                        |
| --- | ---------------- | --- | -- | - | - | - | -- | -- | --- | ------------------------------------ |
| 1   | Bragantino-PA    | 27  | 14 | 8 | 3 | 3 | 28 | 15 | +13 | Zona de classificação à próxima fase |
| 2   | Fast Clube       | 26  | 14 | 7 | 5 | 2 | 26 | 13 | +13 | Zona de classificação à próxima fase |
| 3   | Galvez           | 24  | 14 | 7 | 3 | 4 | 26 | 19 | +7  | Zona de classificação à próxima fase |
| 4   | Rio Branco-AC    | 21  | 14 | 5 | 6 | 3 | 17 | 14 | +3  | Zona de classificação à próxima fase |
| 5   | Independente-PA  | 17  | 14 | 5 | 2 | 7 | 20 | 30 | –10 |                                      |
| 6   | Ji-Paraná        | 16  | 14 | 4 | 4 | 6 | 16 | 21 | –5  |                                      |
| 7   | Vilhenense       | 11  | 14 | 2 | 5 | 7 | 15 | 22 | –7  |                                      |
| 8   | Atlético Acreano | 8   | 14 | 0 | 8 | 6 | 15 | 29 | –14 |                                      |

|               | AAC | BCP | FAS | GAL | IND | JPR | RBA | VLH |
| ------------- | --- | --- | --- | --- | --- | --- | --- | --- |
| Atlético-AC   | —   | 2–2 | 2–2 | 0–3 | 3–3 | 2–2 | 1–2 | 2–2 |
| Bragantino-PA | 4–0 | —   | 3–1 | 2–0 | 2–0 | 0–0 | 2–1 | 3–1 |
| Fast Clube    | 1–0 | 2–1 | —   | 1–1 | 4–0 | 3–2 | 0–0 | 1–1 |
| Galvez        | 2–0 | 0–3 | 1–5 | —   | 7–1 | 3–1 | 0–0 | 2–1 |
| Independente  | 4–1 | 3–2 | 1–0 | 0–2 | —   | 1–2 | 3–2 | 2–1 |
| Ji-Paraná     | 1–1 | 4–0 | 0–0 | 0–4 | 1–0 | —   | 1–2 | 1–0 |
| Rio Branco-AC | 0–0 | 1–1 | 0–2 | 1–1 | 2–1 | 4–1 | —   | 2–1 |
| Vilhenense    | 1–1 | 0–3 | 1–4 | 4–0 | 1–1 | 1–0 | 0–0 | —   |

| Vitória do mandante Vitória do visitante Empate |

### Grupo A2
| Pos | Equipes         | Pts | J  | V  | E | D  | GP | GC | SG  | Classificação                        |
| --- | --------------- | --- | -- | -- | - | -- | -- | -- | --- | ------------------------------------ |
| 1   | Altos           | 30  | 14 | 10 | 0 | 4  | 27 | 16 | +11 | Zona de classificação à próxima fase |
| 2   | River-PI        | 29  | 14 | 9  | 2 | 3  | 22 | 12 | +10 | Zona de classificação à próxima fase |
| 3   | Moto Club       | 25  | 14 | 7  | 4 | 3  | 22 | 15 | +7  | Zona de classificação à próxima fase |
| 4   | Juventude Samas | 23  | 14 | 7  | 2 | 5  | 21 | 13 | +8  | Zona de classificação à próxima fase |
| 5   | São Raimundo-RR | 21  | 14 | 6  | 3 | 5  | 16 | 8  | +8  |                                      |
| 6   | Baré            | 13  | 14 | 3  | 4 | 7  | 15 | 27 | –12 |                                      |
| 7   | Santos-AP       | 11  | 14 | 3  | 2 | 9  | 12 | 26 | –14 |                                      |
| 8   | Sinop           | 7   | 14 | 2  | 1 | 11 | 9  | 27 | –18 |                                      |

|                 | ALT | BAR | SEJ | MOT | RIV | SAP | SRR | SIN |
| --------------- | --- | --- | --- | --- | --- | --- | --- | --- |
| Altos           | —   | 2–1 | 3–1 | 3–1 | 3–1 | 2–0 | 0–1 | 2–1 |
| Baré            | 2–1 | —   | 0–1 | 2–2 | 1–3 | 0–0 | 1–0 | 2–3 |
| Juventude-MA    | 1–2 | 1–1 | —   | 4–1 | 0–1 | 4–0 | 1–0 | 3–0 |
| Moto Club       | 2–1 | 1–0 | 2–0 | —   | 2–0 | 2–0 | 1–1 | 3–0 |
| River-PI        | 1–2 | 2–2 | 1–0 | 2–1 | —   | 3–1 | 1–0 | 2–0 |
| Santos-AP       | 0–4 | 3–0 | 1–2 | 2–2 | 0–3 | —   | 0–1 | 3–0 |
| São Raimundo-RR | 3–0 | 6–0 | 1–1 | 0–2 | 0–0 | 2–0 | —   | 1–0 |
| Sinop           | 1–2 | 2–3 | 0–2 | 0–0 | 0–2 | 1–2 | 1–0 | —   |

| Vitória do mandante Vitória do visitante Empate |

### Grupo A3
| Pos | Equipes               | Pts | J  | V | E | D | GP | GC | SG  | Classificação                        |
| --- | --------------------- | --- | -- | - | - | - | -- | -- | --- | ------------------------------------ |
| 1   | América de Natal      | 28  | 14 | 8 | 4 | 2 | 24 | 8  | +16 | Zona de classificação à próxima fase |
| 2   | Salgueiro             | 26  | 14 | 7 | 5 | 2 | 18 | 8  | +10 | Zona de classificação à próxima fase |
| 3   | Floresta              | 24  | 14 | 6 | 6 | 2 | 22 | 13 | +9  | Zona de classificação à próxima fase |
| 4   | Globo                 | 18  | 14 | 4 | 6 | 4 | 16 | 17 | –1  | Zona de classificação à próxima fase |
| 5   | Atlético Cajazeirense | 16  | 14 | 5 | 1 | 8 | 17 | 21 | –4  |                                      |
| 6   | Campinense            | 15  | 14 | 3 | 6 | 5 | 13 | 15 | –2  |                                      |
| 7   | Afogados              | 13  | 14 | 4 | 1 | 9 | 15 | 33 | –18 |                                      |
| 8   | Guarany de Sobral     | 11  | 14 | 2 | 5 | 7 | 10 | 20 | –10 |                                      |

|             | AFO | AMN | ACA | CMP | FLO | GLO | GSO | SAL |
| ----------- | --- | --- | --- | --- | --- | --- | --- | --- |
| Afogados    | —   | 0–4 | 3–2 | 2–1 | 1–0 | 3–2 | 2–2 | 0–3 |
| América-RN  | 3–1 | —   | 4–1 | 0–0 | 2–1 | 0–0 | 3–0 | 0–1 |
| Atlético-PB | 2–0 | 1–2 | —   | 3–0 | 2–2 | 1–2 | 1–0 | 2–1 |
| Campinense  | 2–0 | 0–0 | 2–1 | —   | 1–1 | 4–1 | 1–1 | 0–0 |
| Floresta    | 5–1 | 1–1 | 1–0 | 2–1 | —   | 2–0 | 1–1 | 2–2 |
| Globo       | 2–1 | 0–2 | 3–0 | 1–1 | 1–1 | —   | 3–1 | 1–1 |
| Guarany-CE  | 2–0 | 1–3 | 0–1 | 1–0 | 0–2 | 0–0 | —   | 1–1 |
| Salgueiro   | 3–1 | 1–0 | 1–0 | 2–0 | 0–1 | 0–0 | 2–0 | —   |

| Vitória do mandante Vitória do visitante Empate |

### Grupo A4
| Pos | Equipes              | Pts | J  | V | E | D  | GP | GC | SG  | Classificação                        |
| --- | -------------------- | --- | -- | - | - | -- | -- | -- | --- | ------------------------------------ |
| 1   | ABC                  | 26  | 14 | 7 | 5 | 2  | 25 | 6  | +19 | Zona de classificação à próxima fase |
| 2   | Itabaiana            | 23  | 14 | 6 | 5 | 3  | 29 | 19 | +10 | Zona de classificação à próxima fase |
| 3   | Vitória da Conquista | 22  | 14 | 6 | 4 | 4  | 24 | 21 | +3  | Zona de classificação à próxima fase |
| 4   | Coruripe             | 21  | 14 | 6 | 3 | 5  | 13 | 17 | –4  | Zona de classificação à próxima fase |
| 5   | Central              | 21  | 14 | 4 | 9 | 1  | 19 | 10 | +9  |                                      |
| 6   | Potiguar de Mossoró  | 19  | 14 | 4 | 7 | 3  | 27 | 24 | +3  |                                      |
| 7   | Freipaulistano       | 11  | 14 | 2 | 5 | 7  | 12 | 15 | –3  |                                      |
| 8   | Jacyobá              | 4   | 14 | 0 | 4 | 10 | 17 | 54 | –37 |                                      |

|                      | ABC | CEN | CRP | FRP | ITA | JBA | POT | VCO |
| -------------------- | --- | --- | --- | --- | --- | --- | --- | --- |
| ABC                  | —   | 0–0 | 0–0 | 1–0 | 2–0 | 7–0 | 3–1 | 1–3 |
| Central              | 0–0 | —   | 4–0 | 1–0 | 2–2 | 3–0 | 2–2 | 1–1 |
| Coruripe             | 1–0 | 0–2 | —   | 1–0 | 2–0 | 3–1 | 1–0 | 1–0 |
| Freipaulistano       | 0–1 | 0–0 | 1–1 | —   | 1–2 | 3–0 | 1–1 | 0–1 |
| Itabaiana            | 1–1 | 2–1 | 2–0 | 1–1 | —   | 7–0 | 4–1 | 3–2 |
| Jacyobá              | 0–6 | 2–2 | 0–0 | 2–5 | 2–2 | —   | 3–7 | 2–3 |
| Potiguar             | 0–0 | 0–0 | 5–3 | 0–0 | 2–2 | 3–2 | —   | 1–1 |
| Vitória da Conquista | 0–3 | 1–1 | 2–0 | 3–0 | 2–1 | 3–3 | 2–4 | —   |

| Vitória do mandante Vitória do visitante Empate |

### Grupo A5
| Pos | Equipes            | Pts | J  | V | E | D | GP | GC | SG  | Classificação                        |
| --- | ------------------ | --- | -- | - | - | - | -- | -- | --- | ------------------------------------ |
| 1   | Aparecidense       | 28  | 14 | 8 | 4 | 2 | 31 | 14 | +17 | Zona de classificação à próxima fase |
| 2   | Goiânia            | 28  | 14 | 8 | 4 | 2 | 22 | 12 | +10 | Zona de classificação à próxima fase |
| 3   | Goianésia          | 22  | 14 | 6 | 4 | 4 | 20 | 16 | +4  | Zona de classificação à próxima fase |
| 4   | Real Noroeste      | 19  | 14 | 5 | 4 | 5 | 20 | 18 | +2  | Zona de classificação à próxima fase |
| 5   | Águia Negra        | 19  | 14 | 5 | 4 | 5 | 20 | 26 | –6  |                                      |
| 6   | Vitória-ES         | 16  | 14 | 5 | 1 | 8 | 18 | 22 | –4  |                                      |
| 7   | Operário VG        | 12  | 14 | 3 | 3 | 8 | 13 | 24 | –11 |                                      |
| 8   | União Rondonópolis | 11  | 14 | 3 | 2 | 9 | 18 | 30 | –12 |                                      |

|                    | AGN | APA | CEOV | GNS | GNA | RNO | UNR | VFC |
| ------------------ | --- | --- | ---- | --- | --- | --- | --- | --- |
| Águia Negra        | —   | 0–1 | 3–1  | 3–1 | 1–1 | 2–2 | 4–3 | 2–1 |
| Aparecidense       | 4–0 | —   | 1–2  | 1–1 | 1–1 | 2–1 | 4–0 | 4–2 |
| CEOV               | 0–0 | 2–6 | —    | 0–2 | 1–1 | 1–0 | 2–2 | 0–1 |
| Goianésia          | 2–3 | 1–1 | 2–0  | —   | 1–1 | 1–1 | 2–1 | 2–0 |
| Goiânia            | 4–0 | 2–1 | 2–1  | 0–1 | —   | 1–0 | 3–1 | 1–0 |
| Real Noroeste      | 3–1 | 0–0 | 1–2  | 4–1 | 2–1 | —   | 2–1 | 3–2 |
| União Rondonópolis | 0–0 | 2–4 | 1–0  | 0–3 | 1–2 | 2–0 | —   | 4–1 |
| Vitória-ES         | 3–1 | 0–1 | 2–1  | 1–0 | 1–2 | 1–1 | 3–0 | —   |

| Vitória do mandante Vitória do visitante Empate |

### Grupo A6
| Pos | Equipes                | Pts | J  | V  | E | D  | GP | GC | SG  | Classificação                        |
| --- | ---------------------- | --- | -- | -- | - | -- | -- | -- | --- | ------------------------------------ |
| 1   | Brasiliense            | 33  | 14 | 10 | 3 | 1  | 32 | 10 | +22 | Zona de classificação à próxima fase |
| 2   | Gama                   | 32  | 14 | 10 | 2 | 2  | 29 | 10 | +19 | Zona de classificação à próxima fase |
| 3   | Atlético de Alagoinhas | 24  | 14 | 7  | 3 | 4  | 26 | 16 | +10 | Zona de classificação à próxima fase |
| 4   | Tupynambás             | 23  | 14 | 6  | 5 | 3  | 19 | 16 | +3  | Zona de classificação à próxima fase |
| 5   | Bahia de Feira         | 18  | 14 | 5  | 3 | 6  | 20 | 16 | +4  |                                      |
| 6   | Caldense               | 15  | 14 | 4  | 3 | 7  | 10 | 21 | –11 |                                      |
| 7   | Villa Nova             | 12  | 14 | 3  | 3 | 8  | 11 | 23 | –12 |                                      |
| 8   | Palmas                 | 0   | 14 | 0  | 0 | 14 | 4  | 39 | –35 |                                      |

|                | AAL | BFE | BRS | CAL | GAM | PMS | TPY | VNO |
| -------------- | --- | --- | --- | --- | --- | --- | --- | --- |
| Atlético-BA    | —   | 3–1 | 0–3 | 1–0 | 0–1 | 3–0 | 1–1 | 5–0 |
| Bahia de Feira | 3–3 | —   | 1–1 | 3–0 | 0–1 | 5–0 | 0–1 | 2–0 |
| Brasiliense    | 1–1 | 1–1 | —   | 3–1 | 3–0 | 5–0 | 2–1 | 1–0 |
| Caldense       | 0–3 | 1–0 | 1–2 | —   | 0–0 | 2–0 | 1–2 | 1–0 |
| Gama           | 2–1 | 3–0 | 2–1 | 5–0 | —   | 6–1 | 1–3 | 3–0 |
| Palmas         | 1–2 | 0–1 | 0–3 | 1–2 | 0–3 | —   | 0–2 | 0–1 |
| Tupynambás     | 1–2 | 2–1 | 1–4 | 0–0 | 1–1 | 1–0 | —   | 1–1 |
| Villa Nova     | 2–1 | 0–2 | 1–2 | 1–1 | 0–1 | 3–1 | 2–2 | —   |

| Vitória do mandante Vitória do visitante Empate | Em negrito os jogos "clássicos". |

### Grupo A7
| Pos | Equipes       | Pts | J  | V | E | D  | GP | GC | SG  | Classificação                        |
| --- | ------------- | --- | -- | - | - | -- | -- | -- | --- | ------------------------------------ |
| 1   | Ferroviária   | 30  | 14 | 9 | 3 | 2  | 30 | 10 | +20 | Zona de classificação à próxima fase |
| 2   | Mirassol      | 26  | 14 | 7 | 5 | 2  | 31 | 9  | +22 | Zona de classificação à próxima fase |
| 3   | Cabofriense   | 25  | 14 | 7 | 4 | 3  | 26 | 16 | +10 | Zona de classificação à próxima fase |
| 4   | FC Cascavel   | 24  | 14 | 7 | 3 | 4  | 24 | 16 | +8  | Zona de classificação à próxima fase |
| 5   | Portuguesa-RJ | 23  | 14 | 6 | 5 | 3  | 21 | 11 | +10 |                                      |
| 6   | Bangu         | 17  | 14 | 4 | 5 | 5  | 13 | 19 | –6  |                                      |
| 7   | Nacional-PR   | 5   | 14 | 1 | 2 | 11 | 9  | 45 | –36 |                                      |
| 8   | Toledo        | 4   | 14 | 1 | 1 | 12 | 12 | 40 | –28 |                                      |

|               | BAN | CAB | FCC | FER | MIR | NAC | AAP | TOL |
| ------------- | --- | --- | --- | --- | --- | --- | --- | --- |
| Bangu         | —   | 2–2 | 2–0 | 1–3 | 0–0 | 0–0 | 0–3 | 1–0 |
| Cabofriense   | 2–1 | —   | 0–1 | 1–0 | 3–1 | 7–0 | 0–0 | 1–0 |
| FC Cascavel   | 3–0 | 3–3 | —   | 1–2 | 0–0 | 2–0 | 2–0 | 3–1 |
| Ferroviária   | 3–0 | 3–1 | 0–0 | —   | 1–0 | 2–0 | 1–1 | 5–1 |
| Mirassol      | 1–1 | 2–0 | 5–2 | 1–0 | —   | 8–0 | 1–0 | 6–0 |
| Nacional-PR   | 1–2 | 1–2 | 0–3 | 1–4 | 1–1 | —   | 0–5 | 1–4 |
| Portuguesa-RJ | 0–2 | 2–2 | 2–1 | 0–0 | 1–1 | 3–1 | —   | 3–0 |
| Toledo        | 1–1 | 0–2 | 1–3 | 2–6 | 0–4 | 2–3 | 0–1 | —   |

| Vitória do mandante Vitória do visitante Empate |

### Grupo A8
| Pos | Equipes       | Pts | J  | V | E | D  | GP | GC | SG  | Classificação                        |
| --- | ------------- | --- | -- | - | - | -- | -- | -- | --- | ------------------------------------ |
| 1   | Novorizontino | 31  | 14 | 9 | 4 | 1  | 17 | 7  | +10 | Zona de classificação à próxima fase |
| 2   | São Luiz      | 23  | 14 | 6 | 5 | 3  | 16 | 10 | +6  | Zona de classificação à próxima fase |
| 3   | Caxias        | 21  | 14 | 5 | 6 | 3  | 18 | 11 | +7  | Zona de classificação à próxima fase |
| 4   | Marcílio Dias | 21  | 14 | 5 | 6 | 3  | 14 | 8  | +6  | Zona de classificação à próxima fase |
| 5   | Pelotas       | 20  | 14 | 5 | 5 | 4  | 21 | 11 | +10 |                                      |
| 6   | Joinville     | 20  | 14 | 5 | 5 | 4  | 17 | 11 | +6  |                                      |
| 7   | Tubarão       | 7   | 14 | 1 | 4 | 9  | 8  | 23 | –15 |                                      |
| 8   | São Caetano   | 6   | 14 | 1 | 3 | 10 | 5  | 35 | –30 |                                      |

|               | CAX | JOI | MDI | NOV | PEL | SCA     | SLU | TUB |
| ------------- | --- | --- | --- | --- | --- | ------- | --- | --- |
| Caxias        | —   | 1–0 | 2–2 | 0–1 | 0–0 | 6–0     | 1–2 | 2–1 |
| Joinville     | 1–1 | —   | 2–1 | 1–1 | 0–0 | 2–1     | 2–0 | 6–1 |
| Marcílio Dias | 1–0 | 0–0 | —   | 0–0 | 1–0 | 3–0[wo] | 1–1 | 3–0 |
| Novorizontino | 1–1 | 0–0 | 1–0 | —   | 1–0 | 2–0     | 1–0 | 1–0 |
| Pelotas       | 1–2 | 1–0 | 1–0 | 4–3 | —   | 3–1     | 1–2 | 1–1 |
| São Caetano   | 0–1 | 2–1 | 0–0 | 0–1 | 0–9 | —       | 0–3 | 1–1 |
| São Luiz      | 0–0 | 2–1 | 1–1 | 1–2 | 0–0 | 0–0     | —   | 3–0 |
| Tubarão       | 1–1 | 0–1 | 0–1 | 0–2 | 0–0 | 3–0     | 0–1 | —   |

| Vitória do mandante Vitória do visitante Empate |

- W.O. ^  Os atletas do São Caetano se recusaram a entrar em campo em função dos salários atrasados e o Marcílio Dias foi declarado vencedor da partida por 3–0.[29]

### Desempenho por rodada
Clubes que lideraram cada grupo ao final de cada rodada:
|          | 1   | 2   | 3   | 4   | 5   | 6   | 7   | 8   | 9   | 10  | 11  | 12  | 13  | 14  |
| Grupo A1 | FAS | FAS | BCP | FAS | BCP | BCP | BCP | BCP | BCP | BCP | BCP | FAS | FAS | BCP |
| Grupo A2 | SEJ | SEJ | RIV | ALT | ALT | ALT | ALT | ALT | ALT | ALT | ALT | ALT | ALT | ALT |
| Grupo A3 | GLO | GLO | GLO | SAL | AMN | AMN | AMN | AMN | AMN | AMN | AMN | AMN | AMN | AMN |
| Grupo A4 | VCO | VCO | ABC | ABC | ABC | VCO | VCO | ABC | ABC | ABC | ITA | ITA | ABC | ABC |
| Grupo A5 | GNS | GNS | GNS | GNS | GNS | GNS | APA | APA | APA | APA | APA | APA | APA | APA |
| Grupo A6 | VNO | TPY | GAM | GAM | GAM | GAM | GAM | GAM | GAM | GAM | BRS | GAM | BRS | BRS |
| Grupo A7 | FER | FER | BAN | FER | BAN | BAN | FER | FER | CAB | FER | FER | FER | FER | FER |
| Grupo A8 | SLU | CAX | CAX | CAX | CAX | NOV | NOV | NOV | NOV | NOV | NOV | NOV | NOV | NOV |

Clubes que ficaram na última posição de cada grupo ao final de cada rodada:
|          | 1   | 2   | 3   | 4   | 5   | 6   | 7   | 8   | 9   | 10  | 11   | 12  | 13  | 14  |
| Grupo A1 | GAL | IND | IND | IND | IND | IND | IND | AAC | AAC | AAC | AAC  | AAC | AAC | AAC |
| Grupo A2 | SAP | SAP | SIN | SAP | BAR | SAP | SIN | SIN | SIN | SIN | SIN  | SIN | SIN | SIN |
| Grupo A3 | FLO | ACA | ACA | ACA | GSO | GSO | ACA | ACA | GSO | GSO | GSO  | GSO | GSO | GSO |
| Grupo A4 | CRP | JBA | JBA | JBA | JBA | JBA | JBA | JBA | JBA | JBA | JBA  | JBA | JBA | JBA |
| Grupo A5 | VFC | VFC | VFC | VFC | VFC | AGN | VFC | VFC | VFC | VFC | CEOV | UNR | UNR | UNR |
| Grupo A6 | PMS | CAL | PMS | PMS | PMS | PMS | PMS | PMS | PMS | PMS | PMS  | PMS | PMS | PMS |
| Grupo A7 | TOL | TOL | TOL | TOL | TOL | TOL | TOL | TOL | TOL | TOL | TOL  | TOL | TOL | TOL |
| Grupo A8 | MDI | TUB | TUB | SCA | SCA | SCA | TUB | SCA | SCA | SCA | SCA  | SCA | SCA | SCA |

## Segunda fase
Os cruzamentos para a segunda fase foram predefinidos por regulamento.
Em itálico, as equipes que possuem o mando de campo no primeiro jogo do confronto e em negrito as equipes classificadas.
| Equipe 1               | Total       | Equipe 2         | 1.º jogo | 2.º jogo |
| ---------------------- | ----------- | ---------------- | -------- | -------- |
| Juventude Samas        | 2–2 (4–3 p) | Bragantino-PA    | 1–1      | 1–1      |
| Galvez                 | 1–0         | River-PI         | 0–0      | 1–0      |
| Rio Branco-AC          | 1–5         | Altos            | 0–2      | 1–3      |
| Moto Club              | 3–3 (5–6 p) | Fast Clube       | 2–2      | 1–1      |
| Coruripe               | 1–5         | América de Natal | 1–0      | 0–5      |
| Floresta               | 4–3         | Itabaiana        | 2–1      | 2–2      |
| Globo                  | 3–2         | ABC              | 2–1      | 1–1      |
| Vitória da Conquista   | 4–7         | Salgueiro        | 4–3      | 0–4      |
| Tupynambás             | 1–5         | Aparecidense     | 1–1      | 0–4      |
| Goianésia              | 4–3         | Gama             | 2–2      | 2–1      |
| Real Noroeste          | 1–4         | Brasiliense      | 1–1      | 0–3      |
| Atlético de Alagoinhas | 3–4         | Goiânia          | 1–1      | 2–3      |
| Marcílio Dias          | 2–1         | Ferroviária      | 0–0      | 2–1      |
| Cabofriense            | 1–3         | São Luiz         | 1–1      | 0–2      |
| FC Cascavel            | 1–3         | Novorizontino    | 1–0      | 0–3      |
| Caxias                 | 1–1 (0–3 p) | Mirassol         | 1–0      | 0–1      |

## Terceira fase
Os cruzamentos para a terceira fase foram predefinidos por regulamento.
Em itálico, as equipes que possuem o mando de campo no primeiro jogo do confronto e em negrito as equipes classificadas.
| Equipe 1        | Total       | Equipe 2         | 1.º jogo | 2.º jogo |
| --------------- | ----------- | ---------------- | -------- | -------- |
| Juventude Samas | 2–4         | Floresta         | 2–2      | 0–2      |
| Galvez          | 2–6         | América de Natal | 1–1      | 1–5      |
| Salgueiro       | 2–2 (2–4 p) | Altos            | 1–1      | 1–1      |
| Globo           | 2–2 (5–6 p) | Fast Clube       | 2–1      | 0–1      |
| São Luiz        | 2–5         | Aparecidense     | 0–4      | 2–1      |
| Marcílio Dias   | 3–2         | Goianésia        | 2–1      | 1–1      |
| Mirassol        | 5–2         | Brasiliense      | 4–0      | 1–2      |
| Goiânia         | 1–5         | Novorizontino    | 1–1      | 0–4      |

## Fase final
A partir da quarta fase (quartas de final) os cruzamentos entre as oito equipes classificadas foram determinados de acordo com a melhor campanha, somando-se todas as fases anteriores (exceto a fase preliminar); a equipe de melhor campanha enfrenta a equipe de pior campanha; a de segunda melhor campanha enfrenta a de segunda pior campanha, e assim sucessivamente. Para as semifinais os cruzamentos voltam a ser predefinidos com a pontuação na campanha servindo para definir os mandos de campo (equipes de melhor campanha sempre decidem o confronto em casa).
Como Aparecidense e América de Natal terminaram empatados nos três primeiros critérios de desempate (número de pontos, número de vitórias e saldo de gols), um sorteio foi realizado para definir qual equipe fica na terceira e na quarta colocação da classificação entre os oito clube restantes.
Tabela de classificação após a terceira fase
| Pos. | Equipes          | Pts | J  | V  | E | D | GP | GC | SG  |
| ---- | ---------------- | --- | -- | -- | - | - | -- | -- | --- |
| 1    | Altos            | 38  | 18 | 12 | 2 | 4 | 34 | 19 | +15 |
| 2    | Novorizontino    | 38  | 18 | 11 | 5 | 2 | 25 | 9  | +16 |
| 3    | América de Natal | 35  | 18 | 10 | 5 | 3 | 35 | 11 | +24 |
| 4    | Aparecidense     | 35  | 18 | 10 | 5 | 3 | 41 | 17 | +24 |
| 5    | Mirassol         | 32  | 18 | 9  | 5 | 4 | 37 | 12 | +25 |
| 6    | Floresta         | 32  | 18 | 8  | 8 | 2 | 30 | 18 | +12 |
| 7    | Fast Clube       | 31  | 18 | 8  | 7 | 3 | 31 | 18 | +13 |
| 8    | Marcílio Dias    | 29  | 18 | 7  | 8 | 3 | 19 | 11 | +8  |

Tabela de classificação após as quartas de final
| Pos. | Equipes       | Pts | J  | V  | E | D | GP | GC | SG  |
| ---- | ------------- | --- | -- | -- | - | - | -- | -- | --- |
| 1    | Novorizontino | 44  | 20 | 13 | 5 | 2 | 29 | 9  | +20 |
| 2    | Altos         | 42  | 20 | 13 | 3 | 4 | 40 | 21 | +19 |
| 3    | Mirassol      | 38  | 20 | 11 | 5 | 4 | 42 | 15 | +27 |
| 4    | Floresta      | 36  | 20 | 9  | 9 | 2 | 33 | 19 | +14 |

Tabela de classificação após as semifinais
| Pos. | Equipes  | Pts | J  | V  | E  | D | GP | GC | SG  |
| ---- | -------- | --- | -- | -- | -- | - | -- | -- | --- |
| 1    | Mirassol | 44  | 22 | 13 | 5  | 4 | 47 | 15 | +32 |
| 2    | Floresta | 40  | 22 | 10 | 10 | 2 | 36 | 20 | +16 |

Cruzamentos até a final
Em itálico, as equipes que possuem o mando de campo no primeiro jogo do confronto e em negrito as equipes classificadas.
|  | Quartas de final          | Quartas de final          | Quartas de final          | Quartas de final          |   |          | Semifinais                 | Semifinais                 | Semifinais                 | Semifinais                 |  |          | Final                                  | Final                                  | Final                                  | Final                                  |  |  |
|  | 2 a 10 de janeiro de 2021 | 2 a 10 de janeiro de 2021 | 2 a 10 de janeiro de 2021 | 2 a 10 de janeiro de 2021 |   |          | 16 a 24 de janeiro de 2021 | 16 a 24 de janeiro de 2021 | 16 a 24 de janeiro de 2021 | 16 a 24 de janeiro de 2021 |  |          | 30 de janeiro e 6 de fevereiro de 2021 | 30 de janeiro e 6 de fevereiro de 2021 | 30 de janeiro e 6 de fevereiro de 2021 | 30 de janeiro e 6 de fevereiro de 2021 |  |  |
|  |                           |                           |                           |                           |   |          |                            |                            |                            |                            |  |          |                                        |                                        |                                        |                                        |  |  |
|  | Floresta                  | 2                         | 1                         | 3                         |   |          |                            |                            |                            |                            |  |          |                                        |                                        |                                        |                                        |  |  |
|  | América de Natal          | 0                         | 1                         | 1                         |   |          |                            |                            |                            |                            |  |          |                                        |                                        |                                        |                                        |  |  |
|  | América de Natal          | 0                         | 1                         | 1                         |   | Floresta | 1                          | 2                          | 3                          |                            |  |          |                                        |                                        |                                        |                                        |  |  |
|  |                           |                           |                           |                           |   | Floresta | 1                          | 2                          | 3                          |                            |  |          |                                        |                                        |                                        |                                        |  |  |
|  |                           | Novorizontino             | 1                         | 0                         | 1 |          |                            |                            |                            |                            |  |          |                                        |                                        |                                        |                                        |  |  |
|  | Fast Clube                | Novorizontino             | 1                         | 0                         | 1 | 0        | 0                          | 0                          |                            |                            |  |          |                                        |                                        |                                        |                                        |  |  |
|  | Fast Clube                |                           |                           |                           |   | 0        | 0                          | 0                          |                            |                            |  |          |                                        |                                        |                                        |                                        |  |  |
|  | Novorizontino             | 1                         | 3                         | 4                         |   |          |                            |                            |                            |                            |  |          |                                        |                                        |                                        |                                        |  |  |
|  | Novorizontino             | 1                         | 3                         | 4                         |   |          |                            |                            |                            |                            |  | Floresta | 0                                      | 0                                      | 0                                      |                                        |  |  |
|  |                           |                           |                           |                           |   |          |                            |                            |                            |                            |  | Floresta | 0                                      | 0                                      | 0                                      |                                        |  |  |
|  |                           | Mirassol                  | 1                         | 1                         | 2 |          |                            |                            |                            |                            |  |          |                                        |                                        |                                        |                                        |  |  |
|  | Mirassol                  | Mirassol                  | 1                         | 1                         | 2 | 2        | 3                          | 5                          |                            |                            |  |          |                                        |                                        |                                        |                                        |  |  |
|  | Mirassol                  |                           |                           |                           |   | 2        | 3                          | 5                          |                            |                            |  |          |                                        |                                        |                                        |                                        |  |  |
|  | Aparecidense              | 1                         | 2                         | 3                         |   |          |                            |                            |                            |                            |  |          |                                        |                                        |                                        |                                        |  |  |
|  | Aparecidense              | 1                         | 2                         | 3                         |   | Mirassol | 4                          | 1                          | 5                          |                            |  |          |                                        |                                        |                                        |                                        |  |  |
|  |                           |                           |                           |                           |   | Mirassol | 4                          | 1                          | 5                          |                            |  |          |                                        |                                        |                                        |                                        |  |  |
|  |                           | Altos                     | 0                         | 0                         | 0 |          |                            |                            |                            |                            |  |          |                                        |                                        |                                        |                                        |  |  |
|  | Marcílio Dias             | Altos                     | 0                         | 0                         | 0 | 1        | 1                          | 2                          |                            |                            |  |          |                                        |                                        |                                        |                                        |  |  |
|  | Marcílio Dias             |                           |                           |                           |   | 1        | 1                          | 2                          |                            |                            |  |          |                                        |                                        |                                        |                                        |  |  |
|  | Altos                     | 1                         | 5                         | 6                         |   |          |                            |                            |                            |                            |  |          |                                        |                                        |                                        |                                        |  |  |

| Aumento | Equipes promovidas à Série C de 2021 |

### Final
Ida
| 30 de janeiro de 2021 | Floresta | 0 – 1     | Mirassol  | Estádio Vovozão, Fortaleza                                         |
| 16:00 (UTC−3)         |          | Relatório | 63' Netto | Público: Portões fechados Árbitro: GO Jefferson Ferreira de Moraes |

| Floresta | Mirassol |

Volta
| 6 de fevereiro de 2021 | Mirassol        | 1 – 0     | Floresta | Estádio José Maria de Campos Maia, Mirassol                    |
| 16:00 (UTC−3)          | João Carlos 18' | Relatório |          | Público: Portões fechados Árbitro: RS Vinícius Gomes do Amaral |

| Mirassol | Floresta |

## Estatísticas

### Artilharia
| Gols | Jogador              | Equipe           |
| ---- | -------------------- | ---------------- |
| 12   | Wallace Pernambucano | América de Natal |
| 12   | Zé Love              | Brasiliense      |
| 11   | Fabrício Daniel      | Mirassol         |
| 11   | Tiago Marques        | Ferroviária      |
| 10   | Alex Henrique        | Aparecidense     |
| 10   | Fabinho Alves        | Tupynambás       |
| 10   | Thiago Santos        | Itabaiana        |

### Hat-tricks
| Jogador           | Clube           | Adversário         | Placar  | Data           | Ref.   |
| ----------------- | --------------- | ------------------ | ------- | -------------- | ------ |
| Coutinho          | Cabofriense     | FC Cascavel        | 3–3 (F) | 20 de setembro | [ 34 ] |
| Klenisson         | Altos           | Santos-AP          | 4–0 (F) | 26 de setembro | [ 35 ] |
| Danrlei           | Independente-PA | Atlético Acreano   | 4–1 (C) | 14 de outubro  | [ 36 ] |
| Albano            | Aparecidense    | União Rondonópolis | 4–2 (F) | 17 de outubro  | [ 37 ] |
| Fabrício Daniel   | Mirassol        | Nacional-PR        | 8–0 (C) | 17 de outubro  | [ 38 ] |
| Adriano           | Portuguesa-RJ   | Nacional-PR        | 5–0 (F) | 7 de novembro  | [ 39 ] |
| Bruninho          | Bahia de Feira  | Palmas             | 5–0 (C) | 7 de novembro  | [ 40 ] |
| Tiago Marques     | Ferroviária     | Toledo             | 5–1 (C) | 7 de novembro  | [ 41 ] |
| Thiago Santos     | Itabaiana       | Jacyobá            | 7–0 (C) | 8 de novembro  | [ 42 ] |
| Pedrinho Menezes  | Cabofriense     | Nacional-PR        | 7–0 (C) | 13 de novembro | [ 43 ] |
| Coutinho          | Cabofriense     | Nacional-PR        | 7–0 (C) | 13 de novembro | [ 43 ] |
| Luciano Marba     | Santos-AP       | Sinop              | 3–0 (C) | 17 de novembro | [ 44 ] |
| Marcel Sacramento | Real Noroeste   | Águia Negra        | 3–1 (C) | 21 de novembro | [ 45 ] |
| David             | Toledo          | Nacional-PR        | 4–1 (F) | 21 de novembro | [ 46 ] |
| Fabrício Daniel   | Mirassol        | Brasiliense        | 4–0 (C) | 20 de dezembro | [ 47 ] |
| Albano            | Aparecidense    | São Luiz           | 4–0 (F) | 20 de dezembro | [ 48 ] |

### Poker-tricks
| Jogador     | Clube     | Adversário | Placar  | Data           | Ref.   |
| ----------- | --------- | ---------- | ------- | -------------- | ------ |
| Alison Mira | Joinville | Tubarão    | 6–1 (C) | 15 de outubro  | [ 49 ] |
| Wallyson    | ABC       | Jacyobá    | 6–0 (F) | 21 de novembro | [ 50 ] |

## Premiação
| Campeonato Brasileiro 2020 Série D         |
| São Paulo                                  |
| ------------------------------------------ |
| Mirassol Futebol Clube Campeão (1º título) |

## Mudanças de técnicos
| Clube                | Antecessor                 | Motivo                      | Data           | Última partida                     | Rod     | Pos         | Sucessor                  | Ref.            |
| -------------------- | -------------------------- | --------------------------- | -------------- | ---------------------------------- | ------- | ----------- | ------------------------- | --------------- |
| Atlético Acreano     | Adriano Louzada (interino) | Remanejado                  | 17 de setembro | Ji-Paraná 1–1 Atlético Acreano     | 1ª      | 4º (Gr. A1) | Everton Goiano            | [ 51 ]          |
| Bahia de Feira       | Barbosinha                 | Demitido                    | 21 de setembro | Tupynambás 2–1 Bahia de Feira      | 1ª      | 5º (Gr. A6) | Arnaldo Lira              | [ 52 ] [ 53 ]   |
| Marcílio Dias        | Moisés Egert               | Resignado                   | 28 de setembro | Marcílio Dias 0–0 Joinville        | 2ª      | 7º (Gr. A8) | Waguinho Dias             | [ 54 ] [ 55 ]   |
| Moto Club            | Dejair Ferreira            | Demitido                    | 30 de setembro | Altos 3–1 Moto Club                | 3ª      | 7º (Gr. A2) | Leo Goiano                | [ 57 ] [ 58 ]   |
| Ferroviária          | Dado Cavalcanti            | Demitido                    | 1 de outubro   | Ferroviária 0–0 FC Cascavel        | 3ª      | 3º (Gr. A7) | Paulo Roberto Santos      | [ 62 ] [ 63 ]   |
| Sinop                | Alexandre Carioca          | Demitido                    | 1 de outubro   | Sinop 1–2 Santos-AP                | 3ª      | 8º (Gr. A2) | Adriano Rodrigues         | [ 67 ] [ 68 ]   |
| Vitória-ES           | Rodrigo Fonseca            | Demitido                    | 2 de outubro   | União Rondonópolis 4–1 Vitória-ES  | 3ª      | 8º (Gr. A5) | Charles de Almeida        | [ 70 ] [ 71 ]   |
| Toledo               | Davi Lima                  | Demitido                    | 2 de outubro   | Mirassol 6–0 Toledo                | 3ª      | 8º (Gr. A7) | Zé Maria                  | [ 72 ]          |
| Portuguesa-RJ        | Rogério Corrêa             | Resignado                   | 4 de outubro   | Portuguesa-RJ 3–1 Nacional-PR      | 4ª      | 3º (Gr. A7) | Felipe Surian             | [ 73 ] [ 74 ]   |
| Águia Negra          | Gelson Conte               | Resignado                   | 5 de outubro   | Águia Negra 1–1 Goiânia            | 4ª      | 4º (Gr. A5) | Rodrigo Cascca            | [ 75 ]          |
| Nacional-PR          | Rafael Andrade             | Resignado                   | 5 de outubro   | Portuguesa-RJ 3–1 Nacional-PR      | 4ª      | 6º (Gr. A7) | Ney de Paula              | [ 76 ]          |
| Baré                 | Aderbal Lana               | Resignado                   | 7 de outubro   | Baré 2–3 Sinop                     | 4ª      | 4º (Gr. A2) | Walker Belgo              | [ 78 ] [ 79 ]   |
| Goiânia              | Finazzi                    | Demitido                    | 10 de outubro  | Goiânia 0–1 Goianésia              | 5ª      | 7º (Gr. A5) | Edson Júnior              | [ 80 ]          |
| Independente-PA      | Charles Guerreiro          | Resignado                   | 12 de outubro  | Bragantino-PA 2–0 Independente-PA  | 5ª      | 8º (Gr. A1) | Carlão                    | [ 82 ] [ 83 ]   |
| Atlético Acreano     | Everton Goiano             | Resignado                   | 12 de outubro  | Atlético Acreano 0–3 Galvez        | 5ª      | 7º (Gr. A1) | Márcio Parreiras          | [ 88 ] [ 89 ]   |
| São Caetano          | Alexandre Gallo            | Resignado                   | 12 de outubro  | São Caetano 0–1 São Bento          | 5ª      | 8º (Gr. A8) | Fabinho Félix (interino)  | [ 91 ] [ 92 ]   |
| Guarany de Sobral    | Wallace Lemos              | Demitido                    | 12 de outubro  | Guarany de Sobral 0–2 Floresta     | 5ª      | 8º (Gr. A3) | Maurílio Silva            | [ 94 ] [ 95 ]   |
| Afogados             | Adelmo Soares              | Demitido                    | 14 de outubro  | Afogados 3–2 Atlético-PB           | 6ª      | 3º (Gr. A3) | Higor César               | [ 96 ]          |
| Vitória da Conquista | Joaquín Monastério         | Demitido                    | 15 de outubro  | Vitória da Conquista 2–1 Itabaiana | 6ª      | 1º (Gr. A4) | Elias Borges              | [ 98 ] [ 99 ]   |
| Rio Branco-AC        | Celso Teixeira             | Demitido                    | 15 de outubro  | Rio Branco-AC 4–1 Ji-Paraná        | 6ª      | 2º (Gr. A1) | Walter Amaral             | [ 104 ] [ 105 ] |
| Campinense           | Givanildo Sales            | Demitido                    | 18 de outubro  | Globo 1–1 Campinense               | 6ª      | 7º (Gr. A3) | Hélio Cabral              | [ 107 ] [ 108 ] |
| Atlético-PB          | Ederson Araújo             | Demitido                    | 19 de outubro  | Atlético-PB 1–2 América-RN         | 7ª      | 8º (Gr. A3) | Celso Teixeira            | [ 110 ] [ 111 ] |
| Atlético-BA          | Agnaldo Liz                | Resignado                   | 19 de outubro  | Atlético-BA 1–1 Tupynambás         | 7ª      | 3º (Gr. A6) | Zé Carijé (interino)      | [ 112 ] [ 113 ] |
| Freipaulistano       | Paulo Foiani               | Resignado                   | 19 de outubro  | ABC 1–0 Freipaulistano             | 7ª      | 7º (Gr. A4) | Givanildo Sales           | [ 114 ]         |
| Juventude Samas      | Carlos Ferro               | Demitido                    | 23 de outubro  | Baré 0–1 Juventude Samas           | 8ª      | 2º (Gr. A2) | Leandro Campos            | [ 117 ] [ 118 ] |
| Operário VG          | Edson Ferreira             | Demitido                    | 27 de outubro  | Operário VG 0–0 Águia Negra        | 8ª      | 6º (Gr. A5) | Luiz Gabardo              | [ 119 ]         |
| Vitória-ES           | Charles de Almeida         | Demitido                    | 1 de novembro  | Vitória-ES 1–1 Real Noroeste       | 10ª     | 8º (Gr. A5) | Gilberto Pereira          | [ 120 ] [ 121 ] |
| União-MT             | Edílson Júnior             | Remanejado                  | 3 de novembro  | Operário VG 2–2 União Rondonópolis | 10ª     | 7º (Gr. A5) | Everton Goiano            | [ 122 ]         |
| Santos-AP            | Edson Porto                | Resignado                   | 10 de novembro | Baré 0–0 Santos-AP                 | 10ª     | 7º (Gr. A2) | Minga                     | [ 123 ]         |
| Bangu                | Eduardo Allax              | Demitido                    | 15 de novembro | Bangu 0–3 Portuguesa-RJ            | 12ª     | 6º (Gr. A7) | Júnior Martins            | [ 124 ] [ 125 ] |
| Campinense           | Hélio Cabral               | Demitido                    | 16 de novembro | Campinense 1–1 Guarany de Sobral   | 12ª     | 4º (Gr. A3) | Luciano Silva             | [ 126 ] [ 127 ] |
| Baré                 | Walker Belgo               | Demitido                    | 16 de novembro | São Raimundo-RR 6–0 Baré           | 12ª     | 6º (Gr. A2) | Betinho                   | [ 128 ]         |
| Atlético Acreano     | Márcio Parreiras           | Resignado                   | 16 de novembro | Atlético Acreano 1–2 Rio Branco-AC | 12ª     | 8º (Gr. A1) | Dorielson Mendes          | [ 129 ]         |
| São Luiz             | Picoli                     | Demitido                    | 16 de novembro | São Luiz 2–1 Joinville             | 12ª     | 5º (Gr. A8) | Paulo Henrique Marques    | [ 131 ] [ 132 ] |
| Galvez               | Zé Marco                   | Resignado                   | 17 de novembro | Vilhenense 4–0 Galvez              | 12ª     | 4º (Gr. A1) | Paulo Roberto de Oliveira | [ 133 ]         |
| Atlético-PB          | Celso Teixeira             | Contratado pelo Ypiranga-RS | 23 de novembro | Atlético-PB 2–1 Salgueiro          | 13ª     | 4º (Gr. A3) | Oliveira Canindé          | [ 134 ]         |
| Central              | Sílvio Criciúma            | Demitido                    | 23 de novembro | Itabaiana 2–1 Central              | 13ª     | 5º (Gr. A4) | Catende                   | [ 135 ]         |
| Brasiliense          | Edson de Souza             | Demitido                    | 7 de dezembro  | Real Noroeste 1–1 Brasiliense      | 2ª fase | 2ª fase     | Vílson Taddei             | [ 136 ]         |
| Gama                 | Vílson Taddei              | Contratado pelo Brasiliense | 7 de dezembro  | Goianésia 2–2 Gama                 | 2ª fase | 2ª fase     | Vitor Santana             | [ 136 ]         |
| Moto Club            | Leo Goiano                 | Demitido                    | 8 de dezembro  | Moto Club 2–2 Fast Clube           | 2ª fase | 2ª fase     | Marcinho Guerreiro        | [ 137 ] [ 138 ] |

## Classificação geral
A classificação geral dá prioridade ao clube que avançou mais fases, e ao campeão, mesmo que tenha menor pontuação.
| Campeão (promovido à Série C em 2021)                    |                        |    |    |    |    |   |    |    |     |
| 1                                                        | Mirassol               | 50 | 24 | 15 | 5  | 4 | 49 | 15 | +34 |
| Vice-campeão (promovido à Série C em 2021)               |                        |    |    |    |    |   |    |    |     |
| 2                                                        | Floresta               | 40 | 24 | 10 | 10 | 4 | 36 | 20 | +14 |
| Eliminados nas semifinais (promovidos à Série C em 2021) |                        |    |    |    |    |   |    |    |     |
| 3                                                        | Novorizontino          | 45 | 22 | 13 | 6  | 3 | 30 | 12 | +18 |
| 4                                                        | Altos                  | 42 | 22 | 13 | 3  | 6 | 40 | 26 | +14 |
| Eliminados nas quartas de final                          |                        |    |    |    |    |   |    |    |     |
| 5                                                        | América de Natal       | 36 | 20 | 10 | 6  | 4 | 36 | 14 | +22 |
| 6                                                        | Aparecidense           | 35 | 20 | 10 | 5  | 5 | 44 | 22 | +22 |
| 7                                                        | Fast Clube             | 31 | 20 | 8  | 7  | 5 | 31 | 22 | +9  |
| 8                                                        | Marcílio Dias          | 30 | 20 | 7  | 9  | 4 | 21 | 17 | +4  |
| Eliminados na terceira fase                              |                        |    |    |    |    |   |    |    |     |
| 9                                                        | Brasiliense            | 40 | 18 | 12 | 4  | 2 | 38 | 16 | +22 |
| 10                                                       | Goiânia                | 33 | 18 | 9  | 6  | 3 | 27 | 20 | +7  |
| 11                                                       | Salgueiro              | 31 | 18 | 8  | 7  | 3 | 27 | 14 | +13 |
| 12                                                       | São Luiz               | 30 | 18 | 8  | 6  | 4 | 21 | 16 | +5  |
| 13                                                       | Galvez                 | 29 | 18 | 8  | 5  | 5 | 29 | 25 | +4  |
| 14                                                       | Goianésia              | 27 | 18 | 7  | 6  | 5 | 26 | 22 | +4  |
| 15                                                       | Juventude Samas        | 26 | 18 | 7  | 5  | 6 | 25 | 19 | +6  |
| 16                                                       | Globo                  | 25 | 18 | 6  | 7  | 5 | 21 | 21 | 0   |
| Eliminados na segunda fase                               |                        |    |    |    |    |   |    |    |     |
| 17                                                       | Gama                   | 33 | 16 | 10 | 3  | 3 | 32 | 14 | +18 |
| 18                                                       | Ferroviária            | 31 | 16 | 9  | 4  | 3 | 31 | 12 | +19 |
| 19                                                       | River-PI               | 30 | 16 | 9  | 3  | 4 | 22 | 13 | +9  |
| 20                                                       | Bragantino-PA          | 29 | 16 | 8  | 5  | 3 | 30 | 17 | +13 |
| 21                                                       | FC Cascavel            | 27 | 16 | 8  | 3  | 5 | 25 | 19 | +6  |
| 22                                                       | ABC                    | 27 | 16 | 7  | 6  | 3 | 27 | 9  | +18 |
| 23                                                       | Moto Club              | 27 | 16 | 7  | 6  | 3 | 25 | 18 | +7  |
| 24                                                       | Cabofriense            | 26 | 16 | 7  | 5  | 4 | 27 | 19 | +8  |
| 25                                                       | Atlético de Alagoinhas | 25 | 16 | 7  | 4  | 5 | 29 | 20 | +9  |
| 26                                                       | Vitória da Conquista   | 25 | 16 | 7  | 4  | 5 | 28 | 28 | 0   |
| 27                                                       | Coruripe               | 24 | 16 | 7  | 3  | 6 | 14 | 22 | –8  |
| 28                                                       | Itabaiana              | 24 | 16 | 6  | 6  | 4 | 32 | 23 | +9  |
| 29                                                       | Caxias                 | 24 | 16 | 6  | 6  | 4 | 19 | 12 | +7  |
| 30                                                       | Tupynambás             | 24 | 16 | 6  | 6  | 4 | 20 | 21 | –1  |
| 31                                                       | Rio Branco-AC          | 21 | 16 | 5  | 6  | 5 | 18 | 19 | –1  |
| 32                                                       | Real Noroeste          | 20 | 16 | 5  | 5  | 6 | 21 | 22 | –1  |

| Eliminados na primeira fase   |                       |     |    |   |   |    |    |    |     |
| Pos                           | Equipes               | Pts | J  | V | E | D  | GP | GC | SG  |
| 33                            | Portuguesa-RJ         | 23  | 14 | 6 | 5 | 3  | 21 | 11 | +10 |
| 34                            | São Raimundo-RR       | 21  | 14 | 6 | 3 | 5  | 16 | 8  | +8  |
| 35                            | Central               | 21  | 14 | 4 | 9 | 1  | 19 | 10 | +9  |
| 36                            | Pelotas               | 20  | 14 | 5 | 5 | 4  | 21 | 11 | +10 |
| 37                            | Joinville             | 20  | 14 | 5 | 5 | 4  | 17 | 11 | +6  |
| 38                            | Águia Negra           | 19  | 14 | 5 | 4 | 5  | 20 | 26 | –6  |
| 39                            | Potiguar de Mossoró   | 19  | 14 | 4 | 7 | 3  | 27 | 24 | +3  |
| 40                            | Bahia de Feira        | 18  | 14 | 5 | 3 | 6  | 20 | 16 | +4  |
| 41                            | Independente-PA       | 17  | 14 | 5 | 2 | 7  | 20 | 30 | –10 |
| 42                            | Bangu                 | 17  | 14 | 4 | 5 | 5  | 13 | 19 | –6  |
| 43                            | Vitória-ES            | 16  | 14 | 5 | 1 | 8  | 18 | 22 | –4  |
| 44                            | Atlético Cajazeirense | 16  | 14 | 5 | 1 | 8  | 17 | 21 | –4  |
| 45                            | Ji-Paraná             | 16  | 14 | 4 | 4 | 6  | 16 | 21 | –5  |
| 46                            | Caldense              | 15  | 14 | 4 | 3 | 7  | 10 | 21 | –11 |
| 47                            | Campinense            | 15  | 14 | 3 | 6 | 5  | 13 | 15 | –2  |
| 48                            | Afogados              | 13  | 14 | 4 | 1 | 9  | 15 | 33 | –18 |
| 49                            | Baré                  | 13  | 14 | 3 | 4 | 7  | 15 | 27 | –12 |
| 50                            | Operário VG           | 12  | 14 | 3 | 3 | 8  | 13 | 24 | –11 |
| 51                            | Villa Nova            | 12  | 14 | 3 | 3 | 8  | 11 | 23 | –12 |
| 52                            | União Rondonópolis    | 11  | 14 | 3 | 2 | 9  | 18 | 30 | –12 |
| 53                            | Santos-AP             | 11  | 14 | 3 | 2 | 9  | 12 | 26 | –14 |
| 54                            | Freipaulistano        | 11  | 14 | 2 | 5 | 7  | 12 | 15 | –3  |
| 55                            | Vilhenense            | 11  | 14 | 2 | 5 | 7  | 15 | 22 | –7  |
| 56                            | Guarany de Sobral     | 11  | 14 | 2 | 5 | 7  | 10 | 20 | –10 |
| 57                            | Atlético Acreano      | 8   | 14 | 0 | 8 | 6  | 15 | 29 | –14 |
| 58                            | Sinop                 | 7   | 14 | 2 | 1 | 11 | 9  | 27 | –18 |
| 59                            | Tubarão               | 7   | 14 | 1 | 4 | 9  | 8  | 23 | –15 |
| 60                            | São Caetano           | 6   | 14 | 1 | 3 | 10 | 5  | 35 | –30 |
| 61                            | Nacional-PR           | 5   | 14 | 1 | 2 | 11 | 9  | 45 | –36 |
| 62                            | Toledo                | 4   | 14 | 1 | 1 | 12 | 12 | 40 | –28 |
| 63                            | Jacyobá               | 4   | 14 | 0 | 4 | 10 | 17 | 54 | –37 |
| 64                            | Palmas                | 0   | 14 | 0 | 0 | 14 | 4  | 39 | –35 |
| Eliminados na fase preliminar |                       |     |    |   |   |    |    |    |     |
| 65                            | Tocantinópolis        | 3   | 2  | 1 | 0 | 1  | 1  | 4  | –3  |
| 66                            | Nacional-AM           | 0   | 2  | 0 | 0 | 2  | 2  | 4  | –2  |
| 67                            | Aquidauanense         | 0   | 2  | 0 | 0 | 2  | 2  | 6  | –4  |
| 68                            | Ypiranga-AP           | 0   | 2  | 0 | 0 | 2  | 0  | 4  | –4  |

|  |                           |
|  | Finalistas                |
|  | Eliminados nas semifinais |

|  |                        |
|  | Eliminados nas quartas |
|  | Eliminados na 3ª fase  |

|  |                          |
|  | Eliminados na 2ª fase    |
|  | Eliminados na 1ª fase    |
|  | Eliminados na preliminar |

|  |                           |
|  | Finalistas                |
|  | Eliminados nas semifinais |

|  |                        |
|  | Eliminados nas quartas |
|  | Eliminados na 3ª fase  |

|  |                          |
|  | Eliminados na 2ª fase    |
|  | Eliminados na 1ª fase    |
|  | Eliminados na preliminar |